# Линейный крейсер
Лине́йный кре́йсер — класс артиллерийских кораблей, имеющих вооружение, близкое к линкорам, но обладающих большей скоростью хода при более лёгком бронировании. Появились в начале XX века как развитие броненосных крейсеров. Они должны были составлять авангард главных сил флота, а в бою играть роль его быстроходного крыла. Результаты морских сражений Первой мировой войны, а также Вашингтонское морское соглашение 1922 года прервали эволюцию линейных крейсеров. В дальнейшем прогресс в области силовых установок привёл к слиянию линейных крейсеров и линкоров в единый класс быстроходных линейных кораблей. Тем не менее ряд кораблей, построенных в 1930—1940-х годах, нередко именуется в военно-морской литературе линейными крейсерами в силу их промежуточного положения между «настоящими» линкорами и тяжёлыми крейсерами. Последний классический линейный крейсер — «Явуз» — был списан в 1954 году.

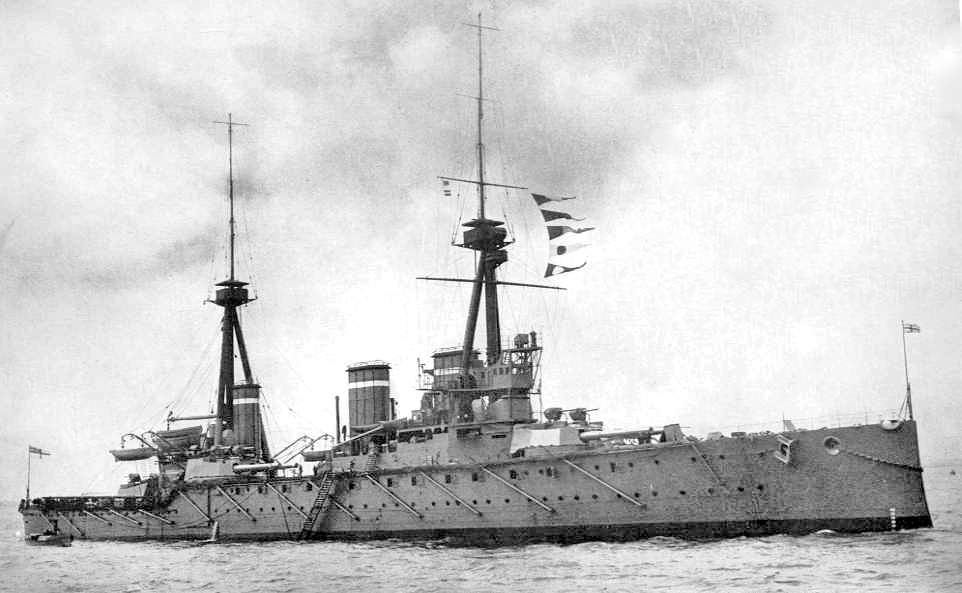
Один из первых в мире линейных крейсеров — «Инвинсибл»

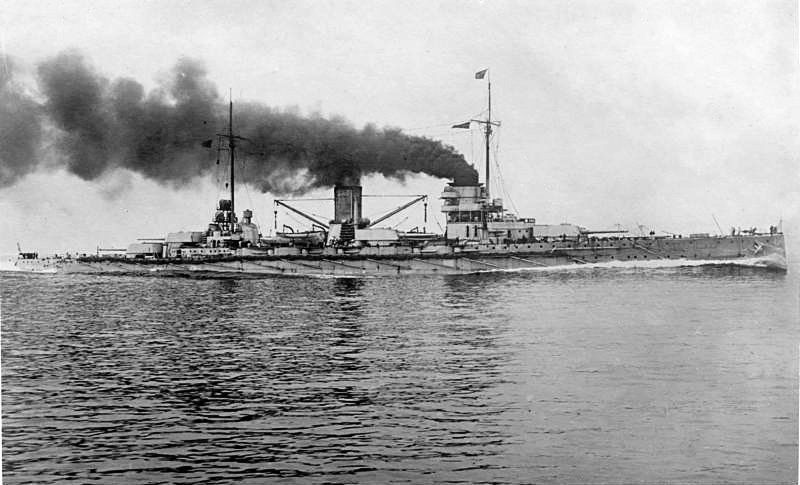
Самый известный германский линейный крейсер — «Гёбен»

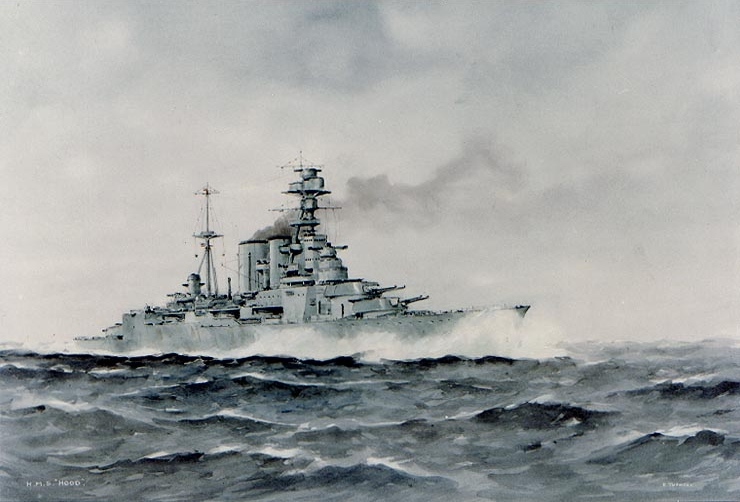
Знаменитый линейный крейсер «Худ»

## Рождение линейного крейсера

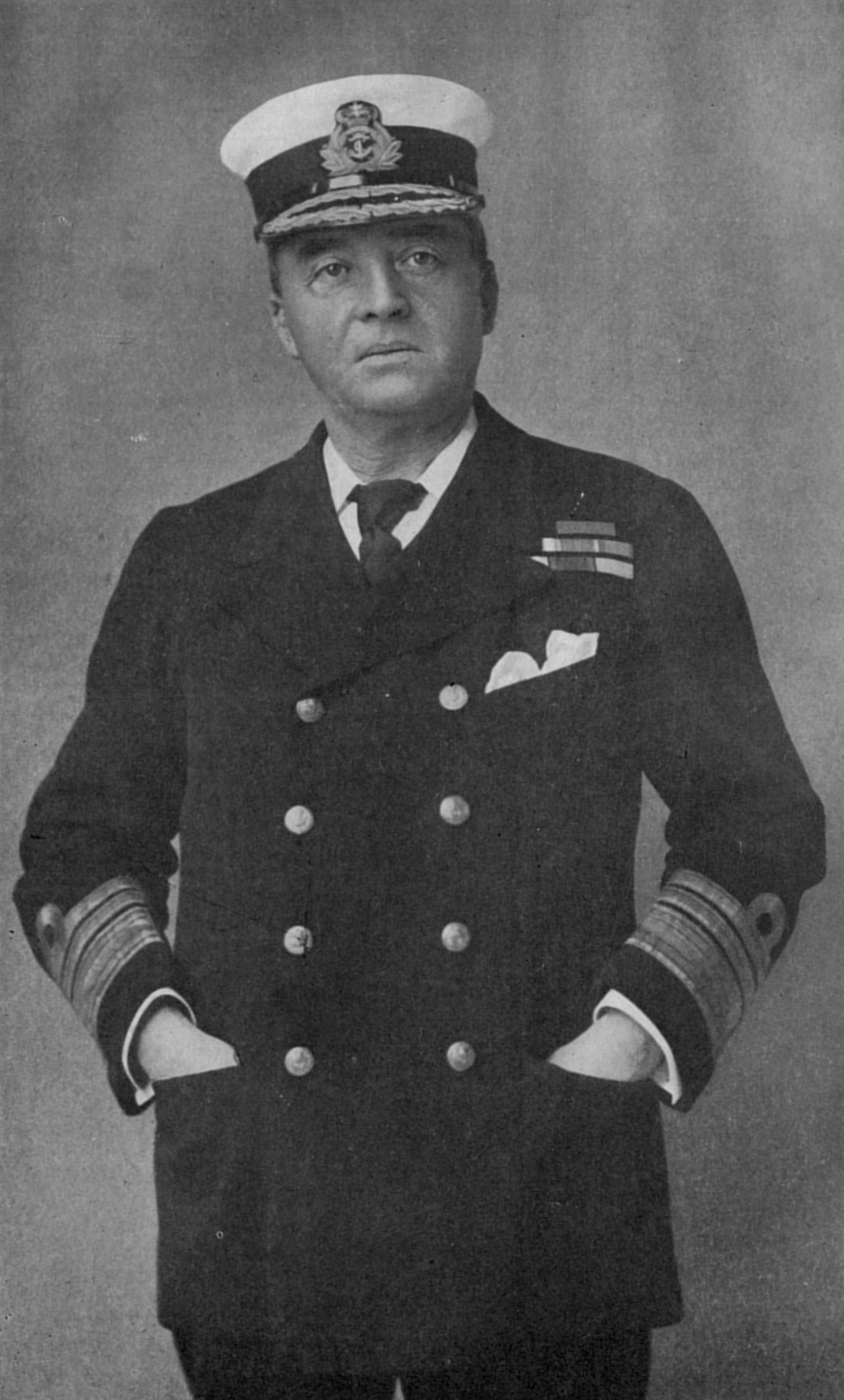
Адмирал Фишер — «отец» дредноутного флота

Появление первых линейных крейсеров было вызвано двумя факторами. Во-первых, в Великобритании приступили к строительству линейного корабля нового поколения — знаменитого «Дредноута». Поскольку старые броненосные крейсера, предназначенные для взаимодействия с броненосцами, не соответствовали новому поколению линкоров, было решено разработать новый тип броненосного крейсера. Во-вторых, к появлению нового класса привела некритическая оценка действий японских броненосных крейсеров в ходе Русско-японской войны. На военно-морских специалистов произвело впечатление успешное участие этих кораблей в Цусимском сражении. Факты слабости русской эскадры и тактической безграмотности её руководства предпочитали игнорировать. В результате, в 1904 году британское Адмиралтейство сформировало специальный комитет для проектирования броненосного крейсера нового типа под руководством Джона Арбетнота Фишера, ставшего тогда Первым морским лордом.
Комитет в целом исходил из фишеровской концепции броненосного крейсера «Анэпроучебл» (англ. Unapproachable — неприступный). Этот проект предусматривал создание увеличенного крейсера «Уорриор» с однородной артиллерией калибра 234-мм — 16 орудий в 8 двухорудийных башнях. Водоизмещение должно было составить 15 000 тонн, скорость более 25 узлов, а бронирование предусматривало 152-мм бортовой пояс и 203-мм защиту артиллерии. Однако Русско-японская война показала важность стрельбы на большие дистанции, в чём наилучшим образом проявляла себя именно сама крупнокалиберная артиллерия. В результате комитет пришёл к выводу о необходимости установки на новый крейсер 305-мм орудий — наиболее крупных из всех, какие применял тогда британский флот. Но с учётом требований к скорости, заметно большей, чем у «Дредноута», необходимо было чем-то жертвовать. Считалось, что крейсер не может быть больше линкора. Между тем ещё в 1905 году профессор Массачусетской школы кораблестроения В. Ховгард высказал мнение, что будущий эскадренный крейсер не должен уступать линкорам в вооружении и бронировании, но иметь большую скорость за счёт более крупных размеров.
Итогом проектирования стало сокращение числа орудий главного калибра и резкое ослабление бронирования в сравнении с «Дредноутом». Фактически оно соответствовало прежним броненосным крейсерам и было совершенно неадекватно собственному вооружению крейсера. Первоначально новые крейсера проектировались как следующее поколение броненосных крейсеров, затем стали именоваться эскадренными крейсерами и наконец в 1911 году получили классификацию «линейных крейсеров» (англ. battlecruiser). На новый класс возлагались следующие задачи:
- разведка боем;
- поддержка и содействие меньшим крейсерам-разведчикам;
- самостоятельные экспедиции с целью окружить вражеские рейдеры;
- преследование отступающего флота врага и по возможности постановка его в безвыходное положение путём сосредоточения огня на отставших кораблях;
- быстрое окружение противника в ходе боевых действий[8].

Военно-морская общественность приняла новый класс capital ships неоднозначно, особые нарекания вызывало несоответствие наступательных и защитных свойств крейсеров. Наилучшим образом эти опасения выразил ежегодник Брассея, писавший в 1908 году:

Корабли таких больших размеров и стоимости не подходят для задач крейсеров. Но есть ещё более сильное возражение против повторения этого типа: адмирал, имея «Инвинсиблы» в своём флоте, бесспорно, отправит их в бой, где сравнительно лёгкая броня будет недостатком, а высокая скорость потеряет ценность.
— Паркс О. Линкоры британской империи. Ч. VI. Огневая мощь и скорость.
На первом этапе обозначилось два пути развития линейных крейсеров. Англичане делали ставку на огневую мощь и скорость, рассчитывая получить тем самым инициативу в бою. Бронированием в условиях ограничения водоизмещения приходилось жертвовать. Немцы, напротив, довольствовались меньшей скоростью и меньшим калибром артиллерии, но уделяли большое внимание броневой защите и тщательному разделению корпуса на отсеки.
| Сравнительные ТТХ первых линкоров-дредноутов и линейных крейсеров |                             |                             |                                                  |                              |
|                                                                   | «Дредноут»                  | «Инвинсибл»                 | «Нассау»                                         | «Фон-дер-Танн»               |
| Государство                                                       | Великобритания              | Великобритания              | Германия                                         | Германия                     |
| Класс корабля                                                     | линейный корабль            | линейный крейсер            | линейный корабль                                 | линейный крейсер             |
| Дата закладки головного корабля                                   | 2 октября 1905              | 2 апреля 1906               | 22 июля 1907                                     | 25 марта 1908                |
| Дата вступления в строй головного корабля                         | декабрь 1906                | март 1909                   | 3 мая 1910                                       | 20 февраля 1911              |
| Полное водоизмещение, т                                           | 21 845                      | 20 078                      | 21 000                                           | 21 700                       |
| Длина и ширина, м                                                 | 160,6 × 25                  | 172,8 × 23,9                | 146,1 × 26,9                                     | 171,7 × 26,6                 |
| Отношение длины к ширине                                          | 6,42                        | 7,23                        | 5,43                                             | 6,45                         |
| Артиллерия главного калибра                                       | 10 × 305-мм/45              | 8 × 305-мм/45               | 12 × 280-мм/45                                   | 8 × 280-мм/45                |
| Бортовой залп ГК, орудий                                          | 8                           | 6—8                         | 8                                                | 8                            |
| Противоминный калибр                                              | 27 × 76-мм                  | 16 × 102-мм/45              | 12 × 150-мм/45 16 × 88-мм/45                     | 10 × 150-мм/45 16 × 88-мм/45 |
| Бортовое бронирование, мм                                         | 102—280                     | 102—152                     | 80—300                                           | 80—250                       |
| Бронирование палубы, мм                                           | 35—76                       | 20—65                       | 55                                               | 50                           |
| Бронирование башен ГК, мм                                         | 280                         | 178                         | 280                                              | 230                          |
| Масса брони, т                                                    | 5000*                       | 3460*                       | 6685                                             | 6450                         |
| Масса брони в % от нормального водоизмещения                      | 27,9*                       | 20,1*                       | 36                                               | 33,3                         |
| Энергетическая установка                                          | паротурбинная, 23 000 л. с. | паротурбинная, 41 000 л. с. | паровые машины тройного расширения, 22 000 л. с. | паротурбинная, 43 600 л. с.  |
| Масса энергетической установки, т                                 | 2050                        | 3390                        | 1485                                             | ?                            |
| Масса энергетической установки в % от нормального водоизмещения   | 11,5                        | 19,7                        | 8                                                | ?                            |
| Максимальная скорость, узлов                                      | 21                          | 25,5                        | 19,5                                             | 24,75                        |

* — без башенной брони

## Линейные крейсера предвоенных проектов

### Линейные крейсера Великобритании

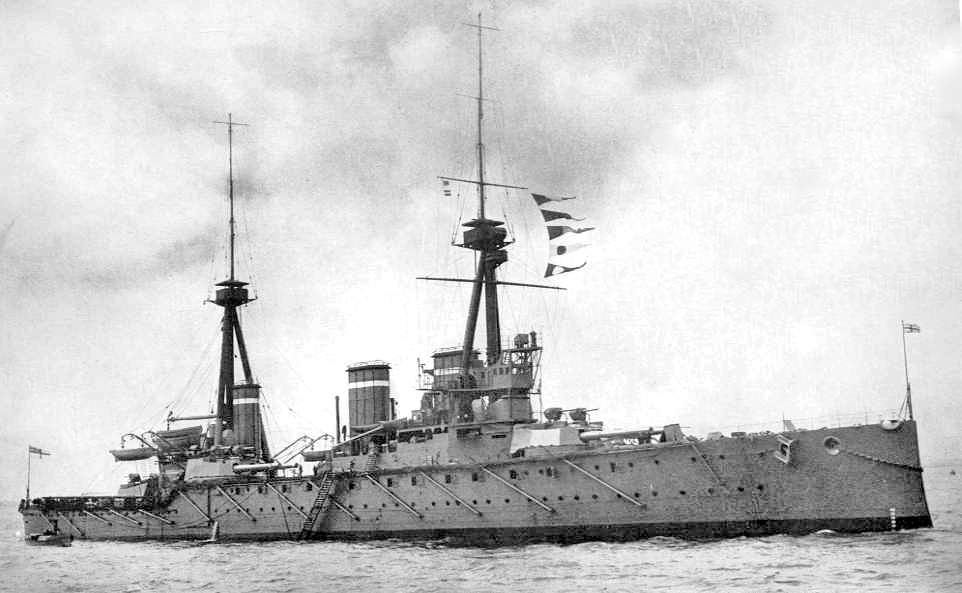
Линейный крейсер «Инвинсибл»

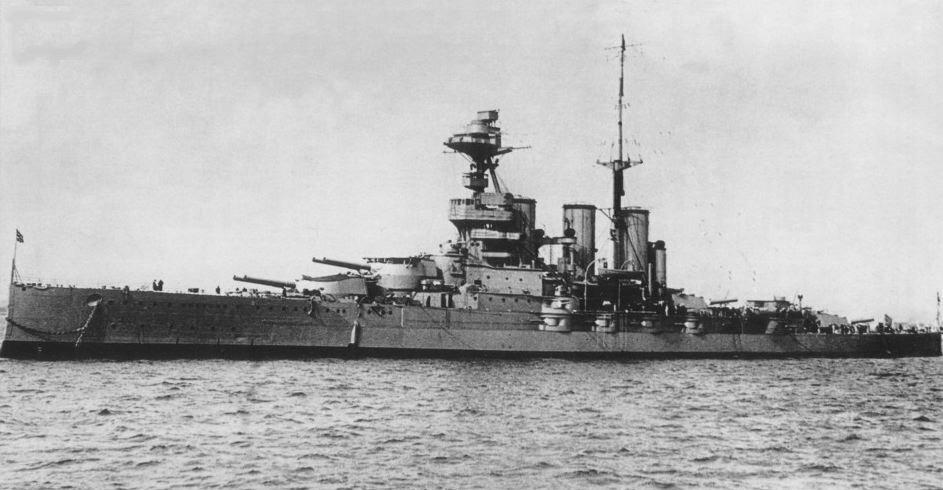
Линейный крейсер «Тайгер»

После принятия принципиального решения о выборе калибра 305-мм для артиллерии новых крейсеров, работа велась очень быстро, но с большими трудностями. Особенно мучительным оказался вопрос о размещении орудийных башен. Было рассмотрено 5 различных проектов и в итоге пришли к оригинальной, но не слишком удачной компоновке — по одной башне в оконечностях и ещё две побортно, расположенные асимметрично. При этом желаемые 8 орудий в бортовом залпе получить не удалось — башня противоположного к противнику борта могла вести огонь лишь в секторе 30°. Но главная слабость проекта заключалась в другом — толщина брони не превысила весьма скромных показателей броненосных предшественников и не давала реальной защиты от крупнокалиберных снарядов на ожидаемых дистанциях боя.
Новаторство адмирала Фишера сочеталось в нём с изрядной долей волюнтаризма. Реформатор Королевского флота был абсолютно уверен, что скорость послужит для его любимых кораблей наилучшей защитой. Официально главной задачей линейных крейсеров определили разведку и уничтожение разведчиков неприятеля, а бой с линкорами допускался лишь недолгий и на большой дистанции.

Фишеровское утверждение «скорость — лучшая защита» работало, когда корабли вступали в бой на максимальных дистанциях, но когда представился случай для отважного лидерства перед лицом врага, от диктата проекта отмахнулись и «Инвинсибл» на полной скорости пошёл навстречу верной гибели.
— Паркс О. Линкоры британской империи. Ч. VI. Огневая мощь и скорость.
Три корабля типа «Инвинсибл» были заложены в 1906 году и вошли в строй в 1908-1909 годах, причём «Инфлексибл» англ. Inflexible) и «Индомитейбл» (англ. Indomitable) раньше, чем считавшийся головным «Инвинсибл» (англ. Invincible). Впечатление, произведённое на военно-морских специалистов всего мира, сравнивавших возможности новых кораблей с броненосными крейсерами, было огромным, тем более, что Адмиралтейство активно поддерживало версию о гораздо более высоких боевых характеристиках этих кораблей, чем они имели на самом деле. Особенно завышались показатели бронирования.

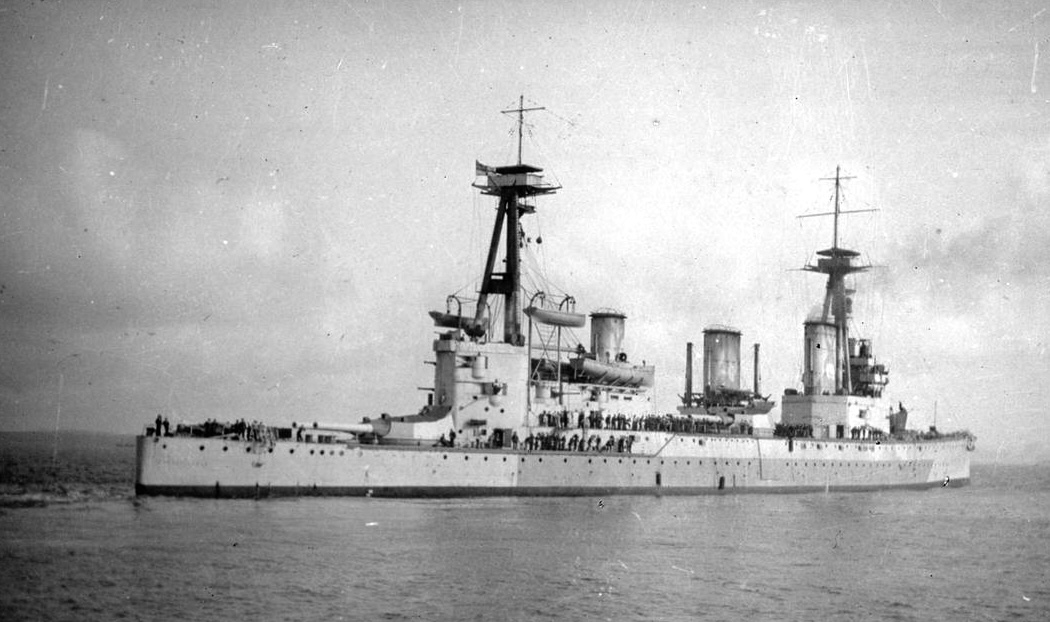
Линейный крейсер «Индефатигебл»

Жертвами этой дезинформации оказались британские доминионы — Австралия и Новая Зеландия. Когда в 1909 году в метрополии заложили «Индефатигебл» (англ. Indefatigable) — слегка усовершенствованный вариант «Инвинсибла», доминионы также захотели обзавестись суперкрейсерами. В итоге имперские силы получили сразу 3 неудачных корабля типа «Индефатигебл»— к головному присоединились «Острейлиа» (англ. Australia) и «Нью Зиланд» (англ. New Zealand). Между тем, единственное реальное улучшение свелось к лучшей расстановке средних башен — теперь огонь на борт действительно могли вести все 8 стволов. Все остальные недостатки проекта сохранились, включая слабую защиту. Вся тройка пополнила флот в 1911—1913 годах.
Главный кораблестроитель Королевского флота д’Энкуорт впоследствии высказался однозначно:

Пересматривая всю историю проектирования линейных крейсеров, я не могу не думать, что это было большой ошибкой принять для «Индефатигебла» проект, который в сущности повторял «Инвинсиблы» и стал уже устаревшим, вместо того, чтобы развить улучшенный проект с бронированием, по крайней мере равным «Мольтке» и «Гебену», строившимся в это же время.
— Паркс О. Линкоры британской империи. Ч. VI. Огневая мощь и скорость.

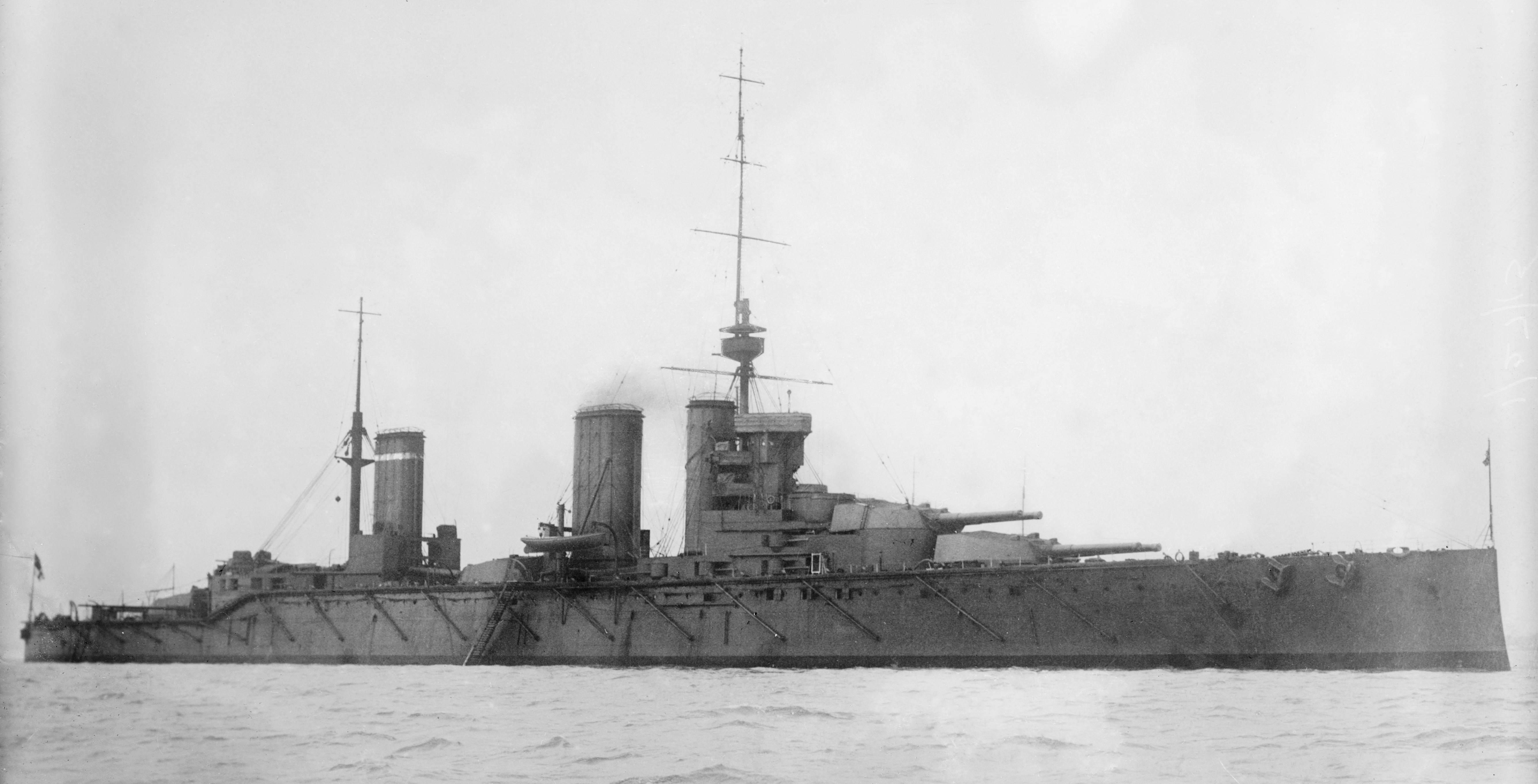
Линейный крейсер «Принцесс Ройял»

Тем временем, британские линкоры начали строиться с новым главным калибром — 343-мм (13,5 дюймов). Естественно их пожелали установить и на новые линейные крейсера. Водоизмещение новых кораблей резко выросло — до 30 тысяч тонн и более в полном грузу, главный калибр теперь составляли 8 орудий калибра 343 мм, впрочем, неудачно размещённых, скорость повысилась на пару узлов, но главный порок остался. Хотя «Лайоны» были бронированы и лучше, чем их предшественники, но уровень защиты был всё равно недостаточен. Фактически, указанный в справочниках пояс толщиной 229-мм простирался лишь вдоль силовой установки, в остальных местах он был гораздо тоньше.
Королевский флот получил 3 крейсера этого типа — «Лайон» (англ. Lion), «Принсесс Ройял» (англ. Princess Royal), а также «Куин Мэри» (англ. Queen Mary), несколько отличавшийся от них. В строй они вступили в течение 1912-1913 годов. Они стали первыми во многом: первые линейные крейсера крупнее чем современные им линкоры, первые корабли Британии, чья стоимость перевалила за 2 миллиона фунтов стерлингов. Но распространение дезинформации продолжалось.

В прессе появились самые нелепые сообщения об испытаниях этих кораблей. Им приписывались цифры, которые были смехотворны. Так, сообщалось, что «Принцесс Ройял» развила в среднем 33,5 узла, достигнув максимума 34,7 узла на мерной миле, а «Лайон», утверждалось 31,78 узла.
— Паркс О. Линкоры Британской империи. Ч. VII. Эпоха дредноутов.
Реальные достижения были гораздо скромнее — «Принцесс Ройял» — 28,5 узла, «Лайон» — 27 узлов.
В 1912 году британская фирма «Виккерс» выиграла конкурс на лучший проект линейного крейсера для японского флота и получила подряд на строительство головного из них — «Конго». Военно-морская печать с недоумением отмечала, что по ряду характеристик «Конго» явно превосходит «Лайоны». Особенно это касалось расположения артиллерии главного калибра. Вполне естественно, что автору проекта Джорджу Тэрстону предложили разработать аналогичный проект для Королевского флота. Так появился последний из предвоенных линейных крейсеров Великобритании — «Тайгер» (англ. Tiger).
Водоизмещение снова выросло, мощность увеличилась, что касается брони, то она не стала толще, чем на «Лайонах», но её стало заметно больше. Башни главного калибра теперь были размещены по типу «Конго», что существенно увеличило углы обстрела и упростило компоновку машинных отделений. Можно сказать, что «Тайгер» и стал первым действительно полноценным линейным крейсером Королевского флота — он был способен вступить в бой с представителями своего класса, не подвергая себя чрезмерной опасности. Флот он пополнил в ноябре 1914 года, уже после начала Первой мировой войны.
| Сравнительные ТТХ британских линейных крейсеров довоенной постройки |                             |                             |                             |                             |                             |
|                                                                     | «Инвинсибл»                 | «Индефатигебл»              | «Лайон»                     | «Куин Мэри»                 | «Тайгер»                    |
| Полное водоизмещение, т                                             | 20 078                      | 22 080                      | 29 680                      | 31 650                      | 35 710                      |
| Артиллерия главного калибра                                         | 8×305-мм/45                 | 8×305-мм/45                 | 8×343-мм/45                 | 8×343-мм/45                 | 8×343-мм/45                 |
| Противоминный калибр                                                | 16×102-мм/45                | 16×102-мм/50                | 16×102-мм/50                | 16×102-мм/50                | 12×152-мм/45                |
| Бортовое бронирование, главный пояс мм                              | 102-152                     | 102-152                     | 102-229                     | 102-229                     | 76-229                      |
| Бронирование палуб, мм                                              | 20-65                       | 25-65                       | 25-65                       | 25-65                       | 25-76                       |
| Бронирование башен ГК, мм                                           | 178                         | 178                         | 229                         | 229                         | 229                         |
| Энергетическая установка                                            | паротурбинная, 41 000 л. с. | паротурбинная, 44 000 л. с. | паротурбинная, 70 000 л. с. | паротурбинная, 75 000 л. с. | паротурбинная, 85 000 л. с. |
| Полная скорость, узлов                                              | 25,5                        | 25                          | 27                          | 27,5                        | 28                          |

### Линейные крейсера Германии

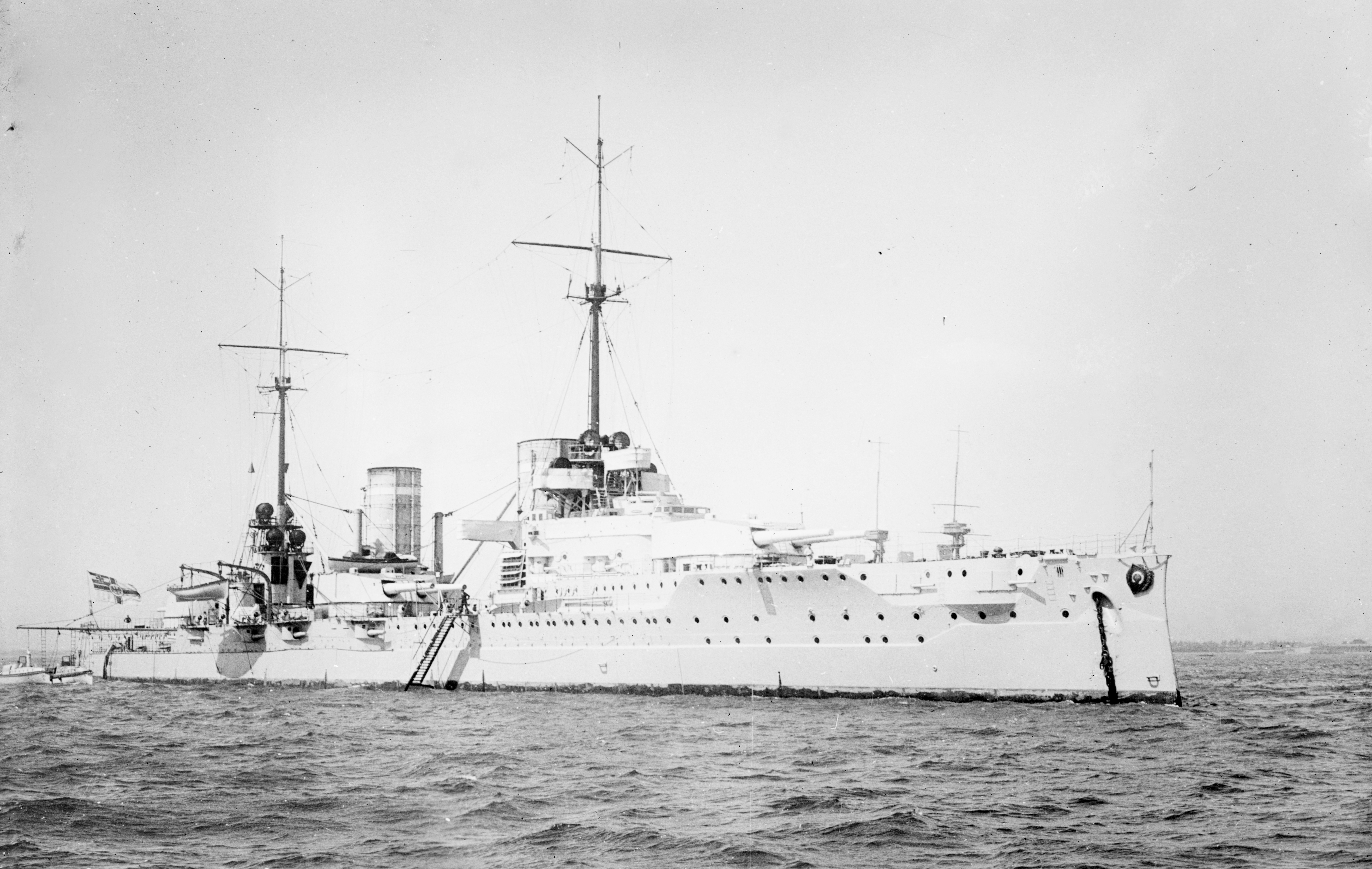
Линейный крейсер «Фон дер Танн»

Первый опыт немцев в строительстве больших крейсеров нового поколения оказался неудачным. Хотя «Блюхер» (нем. Blücher) не являлся непосредственным ответом на «Инвинсибл», но информация, поступавшая из Англии, несомненно, учитывалась при подготовке проекта. Когда же стало известно об истинных характеристиках британского корабля, изменить уже было ничего нельзя. В оправдание немецким морякам можно сказать, что они и представить себе не могли появление настолько несбалансированной боевой единицы. Хотя на фоне «британца», вооружённого 305-мм орудиями, «Блюхер» с его 210-мм артиллерией был вооружён заметно слабее, строительство зашло слишком далеко, чтобы его прекратить. В результате немецкий флот пополнился нестандартным боевым кораблём, который нарекли уникальным для того времени термином — «тяжёлый крейсер».
Следует заметить, что термин «линейный крейсер» (нем. Schlachtkreuzer) стал употребляться в германском ВМФ лишь после Первой мировой войны, до этого корабли данного класса именовались «большими крейсерами» (нем. Große Kreuzer), причём к этому классу относили и броненосные крейсера, несмотря на огромную разницу в размерах и боевых возможностях.
Первый же «настоящий» линейный крейсер Германии обозначил особый немецкий подход к конструированию кораблей нового класса. В отличие от ранних «британцев», «Фон дер Танн» (нем. Von der Tann) представлял собой весьма сбалансированную конструкцию. Количество и расположение башен напоминало «Инвинсибл», но сектор обстрела башни противоположного к противнику борта был значительно больше. По скорости немецкий крейсер как минимум не уступал своему визави, зато в плане защищённости преимущество «Фон дер Танна» было подавляющим. Площадь забронированного борта у него была заметно больше, а толщина брони радикально превосходила британские показатели.
| Сравнительные ТТХ линейных крейсеров «Индефатигебл» и «Фон-дер-Танн» |                             |                             |
|                                                                      | «Индефатигебл»              | «Фон-дер-Танн»              |
| Государство                                                          | Великобритания              | Германия                    |
| Дата закладки головного корабля                                      | 23 февраля 1909             | 25 марта 1908               |
| Дата вступления в строй головного корабля                            | апрель 1911                 | февраль 1911                |
| Полное водоизмещение, т                                              | 22 080                      | 21 700                      |
| Длина и ширина, м                                                    | 179,8×24,4                  | 171,7×26,6                  |
| Отношение длины к ширине                                             | 7,37                        | 6,45                        |
| Артиллерия главного калибра                                          | 8×305-мм/45                 | 8×280-мм/45                 |
| Бортовой залп ГК, орудий                                             | 8                           | 8                           |
| Вес бортового залпа ГК, кг                                           | 3048                        | 2416                        |
| Противоминный калибр                                                 | 16×102-мм/50                | 10×150-мм/45, 16×88-мм/45   |
| Бортовое бронирование, главный броневой пояс, мм                     | 102—152                     | 150—250                     |
| Бортовое бронирование, верхний броневой пояс, мм                     | Отсутствует                 | 150                         |
| Бронирование палубы, мм                                              | 25-65                       | 50                          |
| Бронирование башен ГК, мм                                            | 178                         | 230                         |
| Масса брони, т                                                       | 3735                        | 6450                        |
| Масса брони в % от нормального водоизмещения                         | 19,9                        | 33,3                        |
| Энергетическая установка                                             | паротурбинная, 44 000 л. с. | паротурбинная, 43 600 л. с. |
| Максимальная скорость, узлов                                         | 25                          | 24,75                       |
| Дальность плавания, миль                                             | 6330                        | 4400                        |

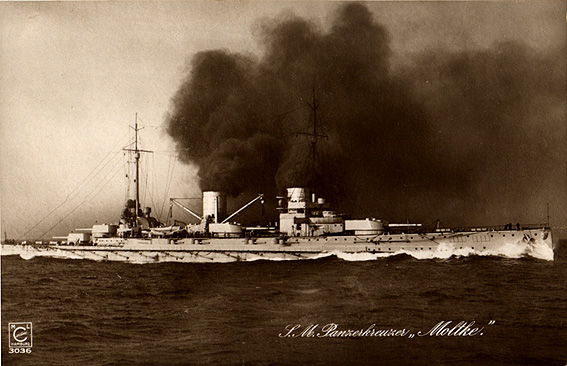
Линейный крейсер «Мольтке»

В итоге, немецкий крейсер сразу поставил под сомнение фишеровский постулат о скорости как лучшей защите — от него было затруднительно уйти, но вступать со столь хорошо защищённым противником в артиллерийскую дуэль для «инвинсиблов» и «индефатигеблов» было бы крайне нежелательно.
«Фон дер Танн» оказался крупнее современных ему немецких линкоров. Он вступил в строй в 1911 году.

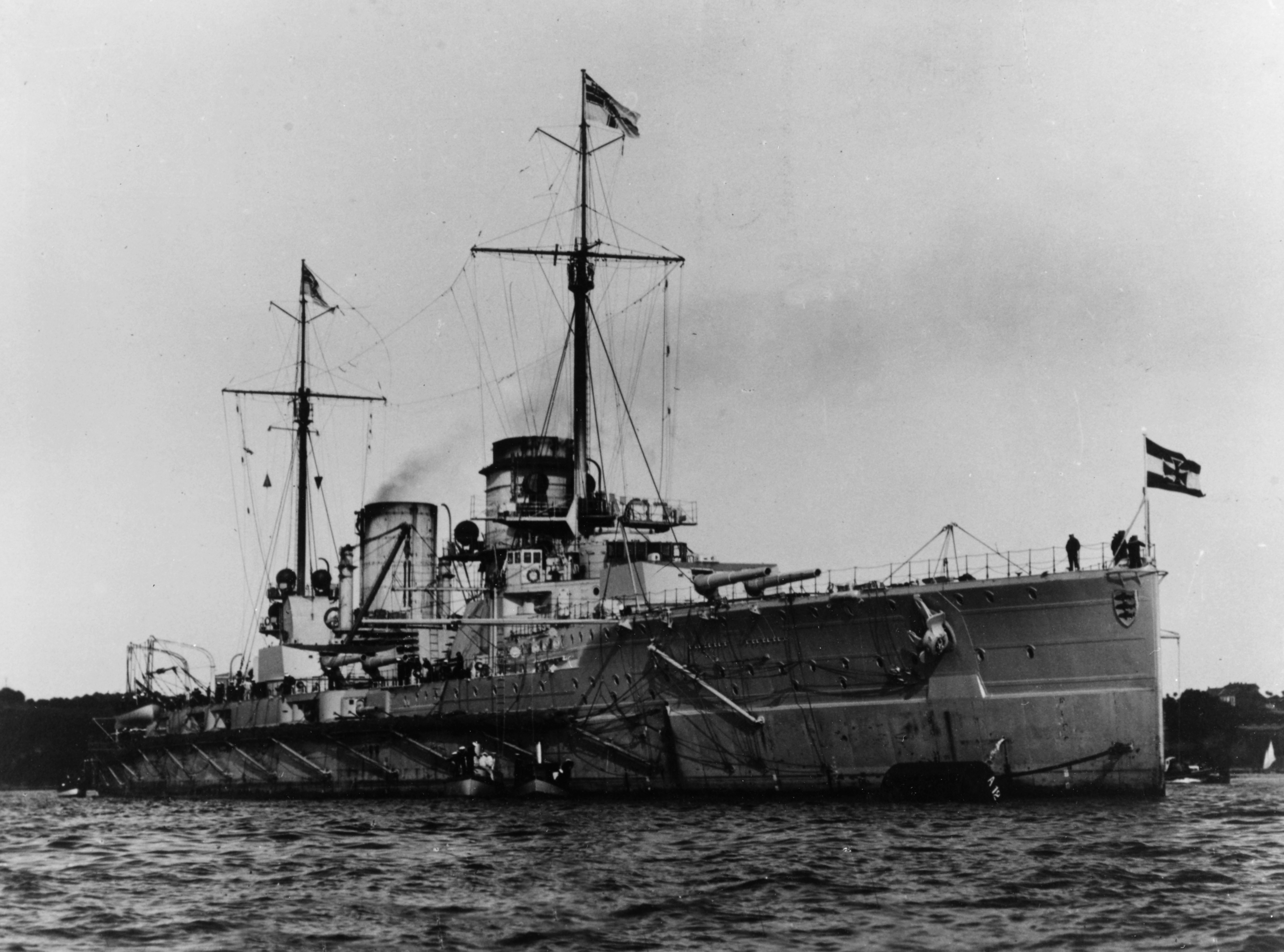
Линейный крейсер «Зейдлиц»

Развивая удачный проект, немцы заложили два корабля следующего типа. Ими стали «Мольтке» (нем. Moltke) и «Гебен» (нем. Goeben), пополнившие флот в 1912 году. Новый проект демонстрировал прогресс во всём — стало больше водоизмещение, выше скорость, корабль получил 10 280-мм орудий вместо 8, причём с увеличенной начальной скоростью снаряда. Что касается бронирования, то в этом отношении немецкие крейсера радикально превосходили британских одноклассников и практически не уступали британским линкорам.
Ещё более усилилось бронирование на следующем крейсере — «Зейдлице» (нем. Seydlitz). Он, к тому же, получил увеличенный полубак, улучшивший мореходность. Как и прочие немецкие корабли, он оснащался весьма совершенной системой обеспечения непотопляемости. Чертежи крейсера были тайно проданы англичанам одним из немецких инженеров, но, как ни странно, никаких выводов они для себя не сделали. «Зейдлиц» вступил в строй в 1913 году.

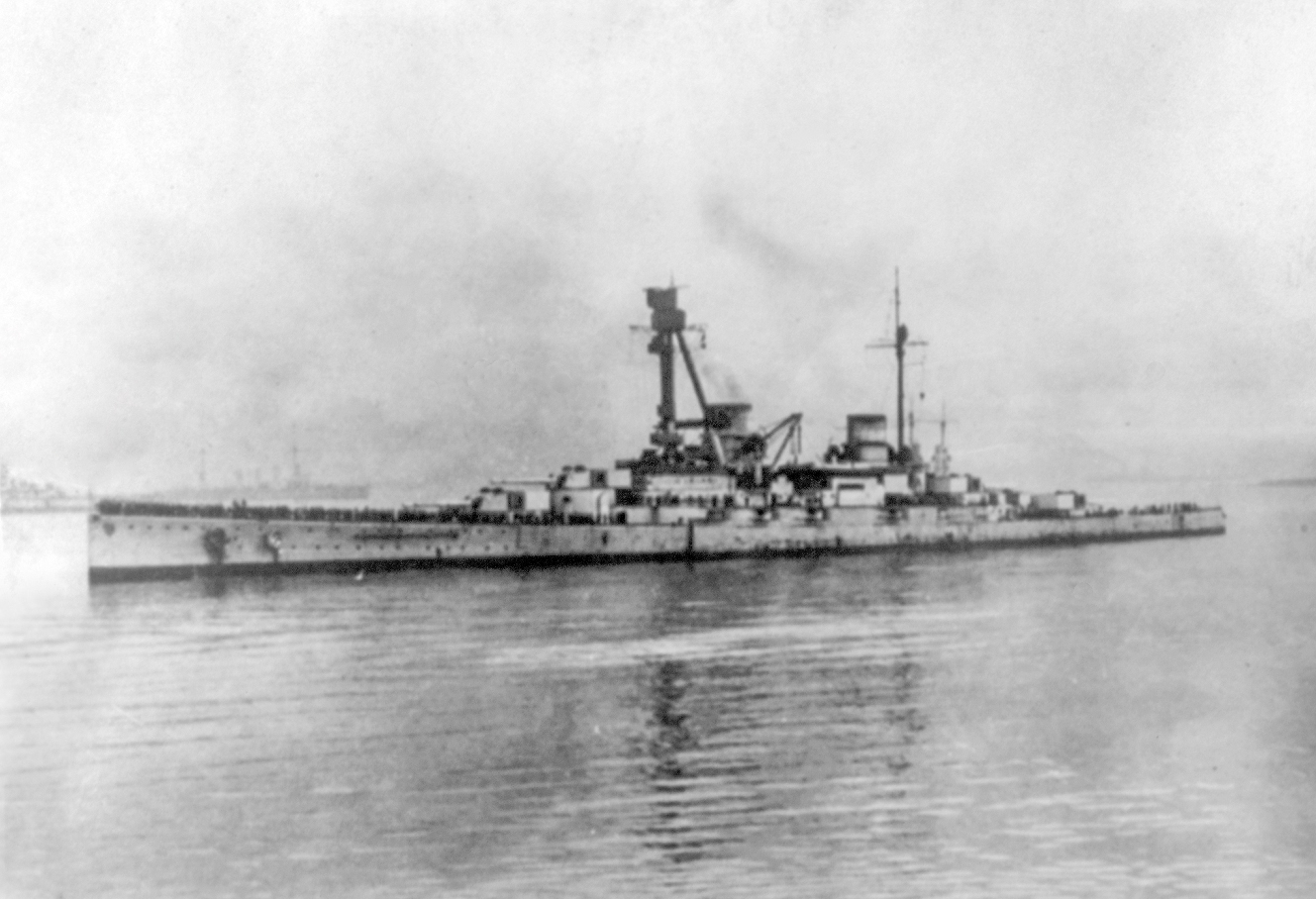
Линейный крейсер «Гинденбург»

Вершиной предвоенного развития немецких линейных крейсеров стала тройка кораблей, вооружённых 305-мм артиллерией — однотипные «Дерфлингер» (нем. Derfflinger) и «Лютцов» (нем. Lützow) и несколько отличающийся от них «Гинденбург» (нем. Hindenburg). Количество стволов на них сократилось до 8, но с увеличением калибра. Орудия размещались по схеме, ставшей потом классической — линейно-возвышенно, по две башни в оконечностях. Бронирование по сравнению с предшественником изменилось незначительно, реальная скорость выросла. «Дерфлингеры» являлись не только сбалансированным, но и весьма мощным проектом и по мнению многих специалистов стали лучшими линейными крейсерами Первой мировой. Первые два крейсера вошли в состав флота в 1914 и 1915 годах соответственно, «Гинденбург» в 1917 году.
За всё это пришлось «платить» ухудшением некоторых тактико-технических характеристик: немецкие линейные крейсера уступали британским в мореходности и дальности плавания. Но поскольку воевать Флот открытого моря собирался у своих берегов, для них этот недостаток не был критичен.
| Сравнительные ТТХ немецких линейных крейсеров времён Первой мировой войны |                             |                             |                             |                             |                             |
|                                                                           | «Фон-дер-Танн»              | «Мольтке»                   | «Зейдлиц»                   | «Дерфлингер»                | «Гинденбург»                |
| Полное водоизмещение, т                                                   | 21 700                      | 25 300                      | 28 100                      | 30 700                      | 31 000                      |
| Артиллерия главного калибра                                               | 8×280-мм/45                 | 10×280-мм/50                | 10×280-мм/50                | 8×305-мм/50                 | 8×305-мм/50                 |
| Противоминный калибр                                                      | 10×150-мм/45 16×88-мм/45    | 12×150-мм/45 12×88-мм/45    | 12×150-мм/45 12×88-мм/45    | 12×150-мм/45 4×88-мм/45     | 14×150-мм/45                |
| Бортовое бронирование, главный пояс мм                                    | 250                         | 270                         | 300                         | 300                         | 300                         |
| Бронирование палуб, мм                                                    | 50                          | 35+25                       | 30+25                       | 30+25                       | 30+25                       |
| Бронирование башен ГК, мм                                                 | 230                         | 230                         | 250                         | 270                         | 270                         |
| Энергетическая установка                                                  | паротурбинная, 43 600 л. с. | паротурбинная, 52 000 л. с. | паротурбинная, 63 000 л. с. | паротурбинная, 63 000 л. с. | паротурбинная, 72 000 л. с. |
| Полная скорость, узлов                                                    | 24,75                       | 25,5                        | 26,5                        | 26,5                        | 27,0                        |

### Линейные крейсера Японии

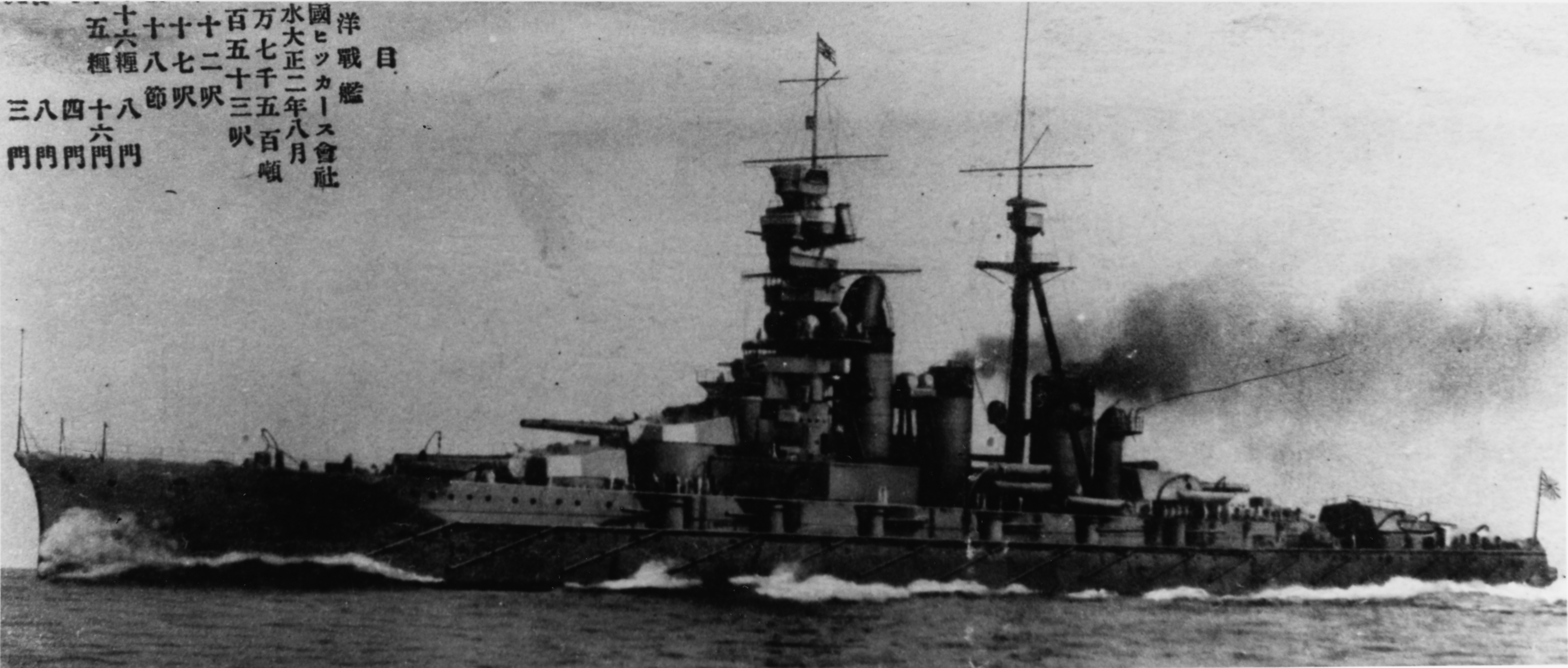
Линейный крейсер «Конго»

После русско-японской войны японское военно-морское руководство весьма высоко оценивала качественный состав своего флота. Немалую роль в этом играл тот факт, что Япония располагала самыми сильными броненосными крейсерами того времени — двумя парами типов «Цукуба» и «Ибуки», вооружёнными 305-мм артиллерией и построенными на национальных верфях.
После поступления первых сведений о характеристиках линейных крейсеров типа «Инвинсибл», японские конструкторы немедленно приступили к работе над аналогичным кораблём и вскоре, был готов проект крейсера с комбинацией 305-мм и 254-мм калибра. Когда выяснилось, что «британцы» несут единый калибр, проект переработали под 10 305-мм пушек. Но в 1909 году, когда проект был готов и собирались начать строительство, пришло известие о закладке в Великобритании крейсеров типа «Лайон». Поняв, что собственными силами не справиться, японцы обратились к британским судостроителям. Выбирая между проектами «Виккерса» и «Армстронга», японские моряки предпочли первый.
Проект, разработанный Джорджем Тэрстоном, представлял собой улучшенный «Лайон». По условиям контракта головной корабль проекта — «Конго» (яп. 金剛), был построен британцами, остальные 3 строились в Японии при технической помощи «Виккерса». Впервые линейный крейсер получил 356-мм орудия (14 дюймов), причём весьма удачно расположенные. Компоновка самого корабля также была более продуманной, чем на «Лайоне» и позволила без проблем разместить энергетическую установку. Толщину брони уменьшили на один дюйм, до 203 мм — японцы также надеялись на стрельбу с дальних дистанций. Скорость крейсеров — 27,5 узла была вполне приличной, дальность плавания солидной.
| ТТХ линейных крейсеров типа «Конго». 1916 г. |                |                      |                           |                           |                         |                                 |                |
| Водоизмещение, т                             | Главный калибр | Противоминный калибр | Бортовое бронирование, мм | Бронирование башен ГК, мм | Бронирование палубы, мм | Энергетическая установка, л. с. | Скорость, узлы |
| 32 200                                       | 8×356-мм/45    | 16×152-мм/50         | 203                       | 229                       | 41-57                   | 64 000                          | 27,5           |

«Конго» вступил в строй первым, в 1913 году, годом позже «Хиэй» (яп. 比叡) и «Харуна» (яп. 榛名), «Кирисима» (яп. 霧島) вступил в строй в 1915 году. Японские адмиралы были уверены, что располагают сильнейшими линейными крейсерами в мире. Но летом 1916 года стали известны шокирующие подробности Ютландского боя, после чего была осознана уязвимость кораблей типа «Конго» и они были вовлечены в модернизационные программы, растянувшиеся на много лет.

### Линейные крейсера России

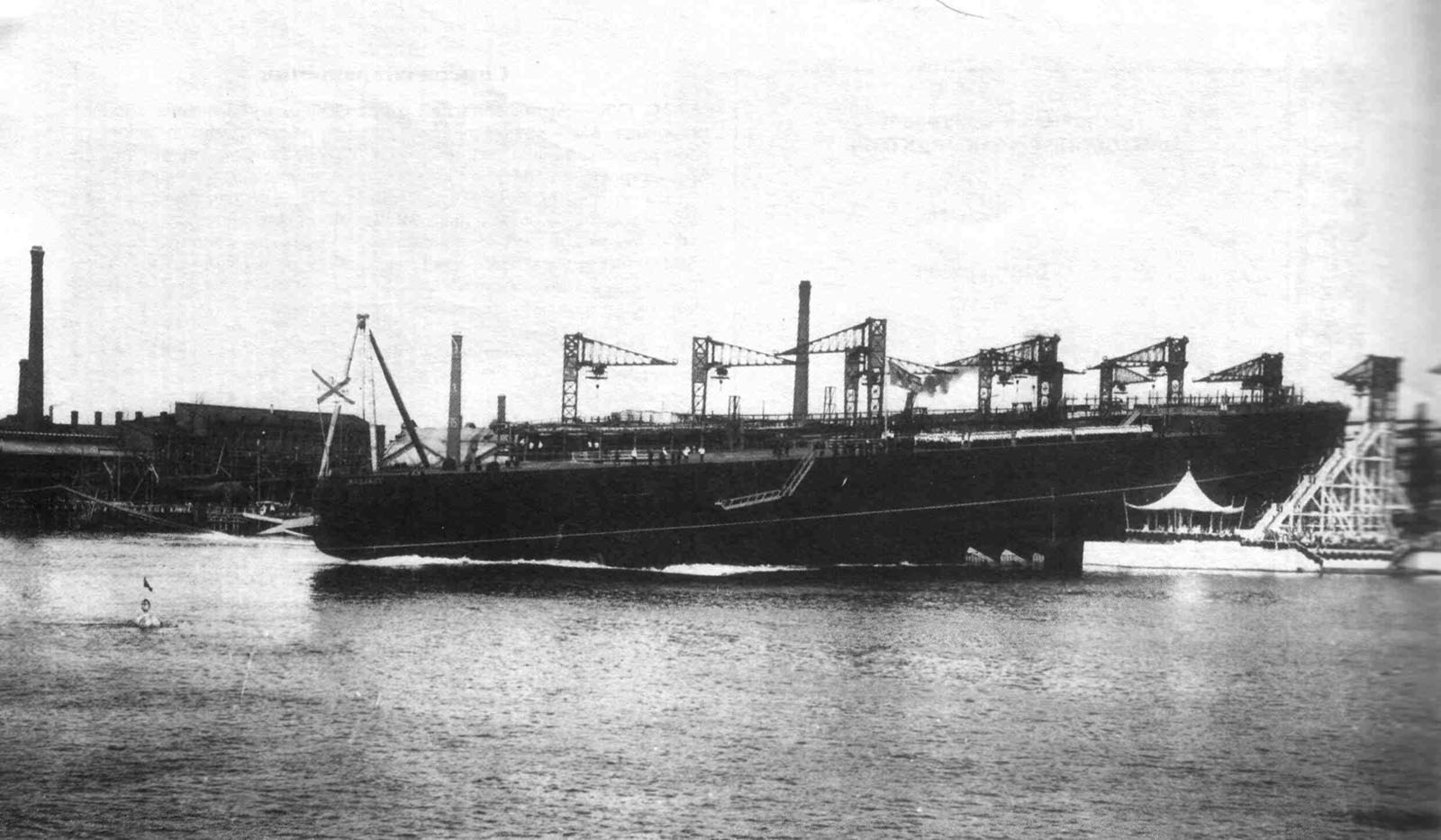
Спуск на воду линейного крейсера «Измаил». 9 июня 1915 г.

Удачные действия броненосных крейсеров адмирала Камимуры в ходе русско-японской войны произвели впечатление и на побеждённых. Уже в 1906 году, при разработке новой концепции применения флота, важная роль отводилась «усиленному броненосному крейсеру». Предполагалось создать быстроходный корабль с вооружением близким линкорному, повышенной скоростью хода и несколько ослабленным бронированием.
В 1911 году был объявлен международный конкурс на лучший проект такого крейсера и в марте 1912 года победителем был признан проект Адмиралтейского завода. В первоначальном варианте он имел вооружение из девяти 356-мм орудий, но по условиям управления огнём сочли необходимым добавить четвёртую башню главного калибра. Другие конкурсанты быстро представили свои четырёхбашенные варианты и, в итоге, конкурсная комиссия предложила объединить проекты Адмиралтейского и Балтийского заводов. 6 декабря 1912 года было заложено сразу 4 линейных крейсера типа «Измаил». Ввод крейсеров в строй намечался на 1916 год.
В дальнейшем проект подвергся корректировке, прежде всего в плане усиления бронирования. На выходе Российский императорский флот должен был получить весьма солидные боевые единицы, быстроходные (26,5 узлов), мощно вооружённые (12 356-мм орудий) и неплохо защищённые. Фактически речь шла о создании быстроходных линкоров.
| Проектные ТТХ линейных крейсеров типа «Измаил» |                |                      |                           |                           |                         |                                 |                |
| Водоизмещение нормальное, т                    | Главный калибр | Противоминный калибр | Бортовое бронирование, мм | Бронирование башен ГК, мм | Бронирование палубы, мм | Энергетическая установка, л. с. | Скорость, узлы |
| 32 500                                         | 12×356-мм/52   | 24×130-мм/55         | 237,5                     | 300                       | 37,5+60                 | 66 000 — 70 000                 | 26,5 — 28,5    |

Однако техническая сложность проекта предопределила и многочисленные проблемы. Русская промышленность была не готова выполнить работы в полном объёме, пришлось прибегнуть к закупкам за рубежом, но в августе 1914 года началась Первая мировая война. Первые три крейсера были спущены на воду в 1915 году, но далее их постройка резко затормозилась и в конечном счёте была прекращена.

## Линейные крейсера в Первой мировой войне

### Гельголандское сражение

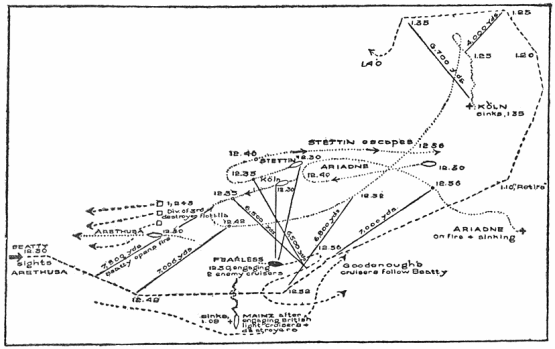
Заключительная фаза Гельголандского сражения. Схема.

В августе 1914 года, в ходе развернувшихся во Франции боёв на суше, британское командование наметило высадку частей морской пехоты в Остенде. Для прикрытия операции был назначен набег на Гельголандскую бухту. Ставилась задача отвлечь внимание противника, а при благоприятных обстоятельствах уничтожить немецкие дозорные силы.
Для набега был выделен Гарвичский отряд лёгких сил — 2 лёгких крейсера и 35 эсминцев. Поддержку им должны были оказывать крупные корабли, в число которых вошли 5 линейных крейсеров под командованием вице-адмирала Битти. План боя строился с учётом того обстоятельства, что линейные силы немцев, стоявшие в Вильгельмсхафене, не могли выйти в море до начала прилива, который ожидался к 13 часам.
Ранним утром 28 августа 1914 года лёгкие силы англичан атаковали немецкие дозоры, состоявшие из эсминцев. Последние стали отходить к берегу, известив командование о складывающейся ситуации. На помощь атакованным кораблям направились немецкие лёгкие крейсера. В ходе завязавшихся в условиях тумана перестрелок, британские корабли попали в тяжёлое положение и запросили Битти о помощи. Линейные крейсера, находившиеся в 50 милях от места боя, немедленно отправились на поддержку, невзирая на возможность попасть под атаки подводных лодок. Появление линейных крейсеров внесло решительный перелом в ход боя. Они потопили два немецких лёгких крейсера и вынудили остальные немецкие силы спешно отступить.
Таким образом, действуя в соответствии со своим тактическим предназначением, британские линейные крейсера оказали эффективную поддержку своим лёгким силам и обеспечили уверенную победу.

### Фолклендское сражение

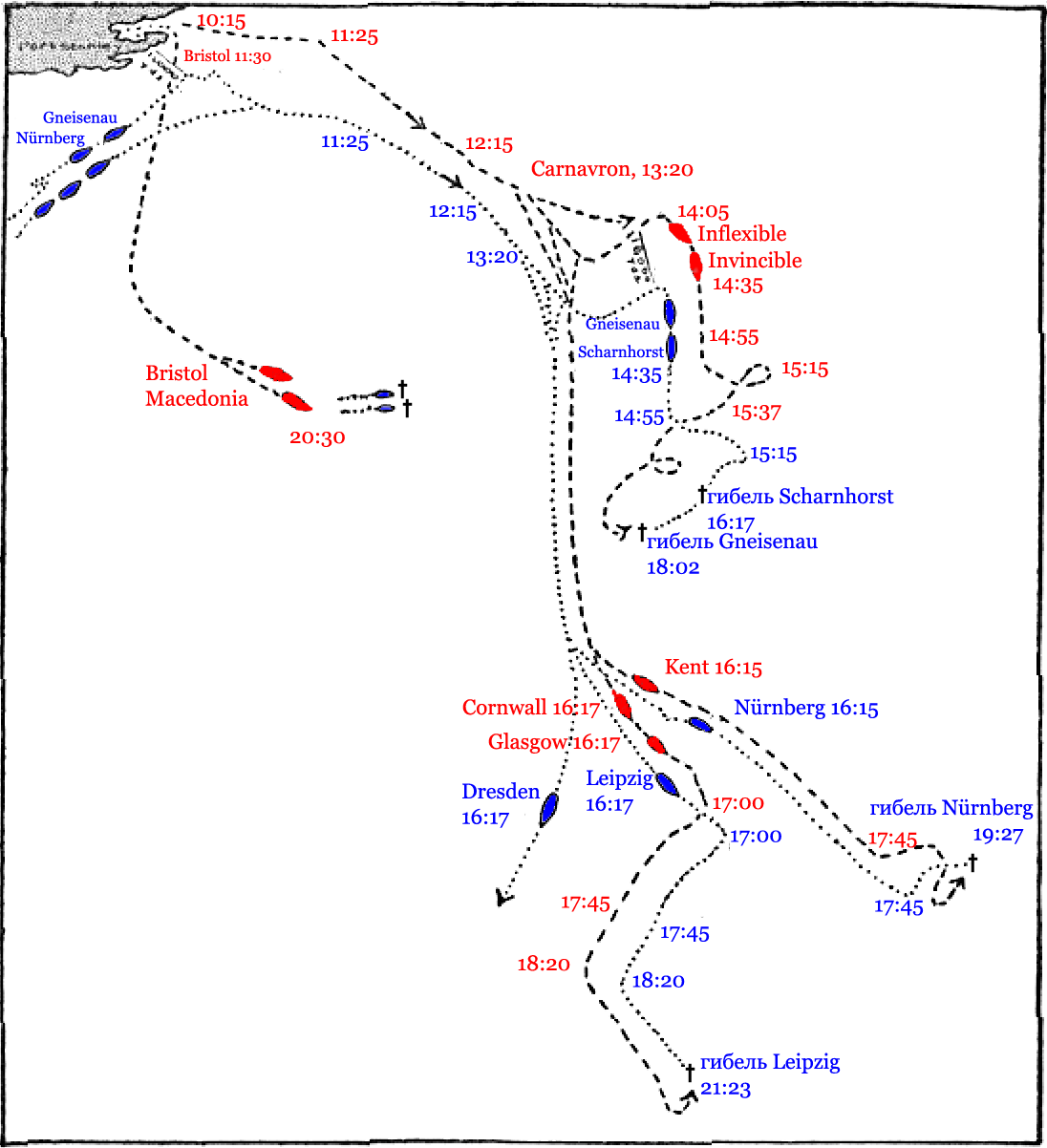
Фолклендское сражение. Схема.

Разгромное поражение британской эскадры в бою у Коронеля было весьма болезненно воспринято в Великобритании. Престижу Королевского флота был нанесён серьёзный удар, а британская торговля в южной части Тихого океана практически прекратилась.
Учитывая силу эскадры вице-адмирала Шпее, Фишер, ставший Первым морским лордом, решил сосредоточить против неё заведомо превосходящие силы. Главную роль в предстоящей операции должны были сыграть линейные крейсера «Инвинсибл» и «Инфлексибл», вышедшие в обстановке полной секретности на перехват противника.
Встреча эскадр произошла 8 декабря 1914 года у Фолклендских островов. Против немецких 2 броненосных и 3 лёгких крейсеров, британцы выставили 2 линейных, 3 броненосных и 2 лёгких крейсера. Ключевым эпизодом сражения оказалось противоборство британских линейных крейсеров с немецкими броненосными. Попытка немцев оторваться от противника не удалась, в силу его явного превосходства в скорости, и Шпее был вынужден принять неравный бой, который растянулся на 4,5 часа ввиду стремления англичан держаться за пределами эффективной дальности стрельбы немецкой артиллерии. Расход снарядов британскими линейными крейсерами был очень велик, но, в конечном счёте, «Шарнхорст» и «Гнейзенау» были потоплены ценой ничтожных потерь со стороны победителей. Современники назвали Фолклендское сражение «боем между карликами и гигантами».

### Бой у Доггер-банки

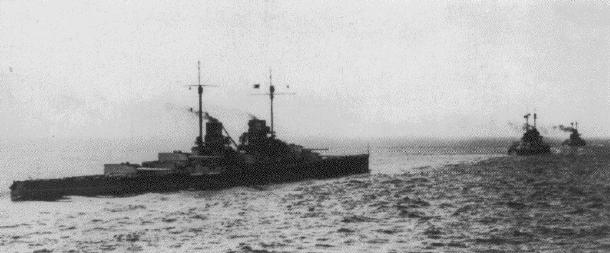
Германские линейные крейсера на подходе к Доггер-банке. 24 января 1915 г.

В первый период войны германские линейные крейсера предприняли ряд нападений на британские порты. Помимо нанесения непосредственного ущерба, командованием Флота открытого моря ставилась задача по возможности уничтожать отдельные отряды британских кораблей. Хотя результаты обстрелов не были значительными, сам факт произвёл гнетущее впечатление на британскую общественность, тем более, что перехватить противника не удавалось.
23 января 1915 года эскадра вице-адмирала Хиппера в очередной раз вышла в море с целью нанесения удара по британским лёгким силам в районе Доггер-банки. В состав эскадры входили 3 линейных и 1 броненосный крейсера, а также 4 лёгких крейсера и 19 эсминцев. Британское командование, зная, благодаря радиоперехватам, о планах противника, сосредоточило в этом районе превосходящие силы под командованием Битти — 5 линейных крейсеров, 6 лёгких крейсеров и 35 эсминцев.

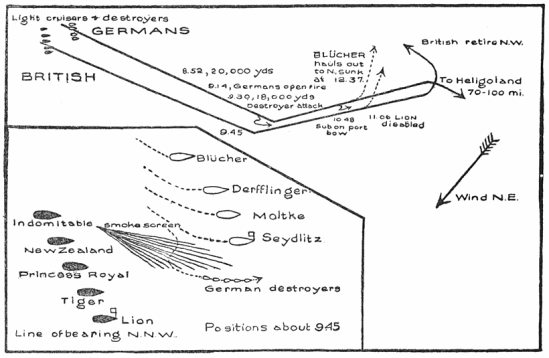
Бой у Доггер-банки. Схема.

Ранним утром 24 января 1915 года противники встретились у восточного края Доггер-банки. Обнаружив, что британские силы превосходят его собственные, Хиппер повернул назад и, таким образом, сражение вылилось в преследование британской эскадрой немецких кораблей. В ходе сражения англичане допустили серию ошибок в распределении целей, но добились ряда удачных попаданий. От британского огня серьёзно пострадал линейный крейсер «Зейдлиц», уцелевший лишь благодаря счастливой случайности. В свою очередь немцы нанесли тяжёлые повреждения линейному крейсеру «Лайон». После более чем полуторачасовой перестрелки англичанам удалось повредить шедший концевым броненосный крейсер «Блюхер», скорость которого резко упала. Хиппер предпочёл оставить обречённый корабль и полным ходом пошёл к своему побережью. Британская эскадра не преследовала противника вследствие неразберихи со связью и принялась добивать «Блюхер», который после отчаянного сопротивления затонул, получив 70-100 попаданий тяжёлыми снарядами и 7 попаданий торпедами.
Сражение выявило опасность попаданий в орудийные башни с последующим возгоранием зарядов, но должные выводы были сделаны только немцами. Тактическая и артиллерийская подготовка эскадры британских линейных крейсеров оказалась не на высоте. Приказы командующего понимались неправильно, а меткость составила около 1 % против 1,5 % у немцев. Некоторые британские корабли стреляли ещё хуже — линейный крейсер «Тайгер» выпустил 255 тяжёлых снарядов и ни разу не попал в цель. Несмотря на формальную победу британцев, на соотношение сил бой серьёзно не повлиял.

### Ютландское сражение

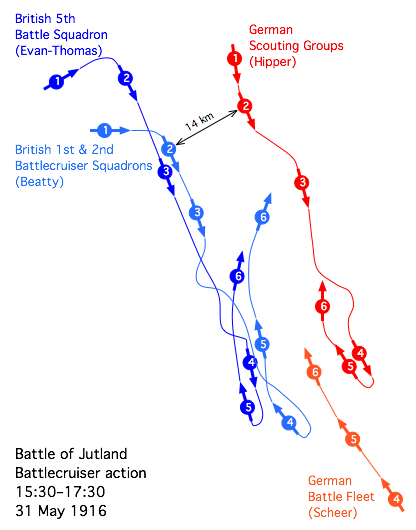
Ютландское сражение, бой авангардов. Схема.

В январе 1916 года командующим германского Флота открытого моря стал адмирал Шеер — сторонник активных наступательных действий. Им был разработан план, предусматривавший, в частности, набеговые операции линейных крейсеров, главной задачей которых было уничтожение отдельных соединений Гранд-Флита по частям превосходящими силами.
Нападение германских линейных крейсеров на Ярмут и Лоустофт не принесло серьёзных результатов с военной точки зрения, но имело большое пропагандистское значение. Британская общественность стала резко критиковать свой флот и требовать более результативных действий.
Ободрённый успехом Шеер запланировал новую операцию линейных крейсеров по обстрелу Сандерленда. Хотя операция была в итоге отменена, немецкое командование решило всё-таки произвести демонстрацию в Северном море. В качестве сверхзадачи перед линейными крейсерами было поставлено завлечение преследующих их британских кораблей на немецкие главные силы, для чего Флот открытого моря вышел 31 мая 1916 года к проливу Скагеррак. Британское командование, имевшее возможность читать немецкие радиограммы, в свою очередь, планировало решительный разгром противника и вывело в море весь Гранд-флит.
Ютландское сражение началось во второй половине дня 31 мая 1916 года с боя авангардов. Битти, командующий британским авангардом, располагал 6 линейными крейсерами, 4 быстроходными линкорами типа «Куин Элизабет», а также лёгкими силами. Командующий немецким авангардом Хиппер имел, помимо лёгких сил, 5 линейных крейсеров.
Почти сразу после обнаружения противника Хиппер начал уходить в направлении своих главных сил, желая навести на них британский авангард. Битти, в свою очередь, решительно атаковал немцев, но из-за проблем со связью линкоры выполнили неверный манёвр и отстали, но даже при этом, англичанам представлялось, что они имеют достаточно сил для победы.

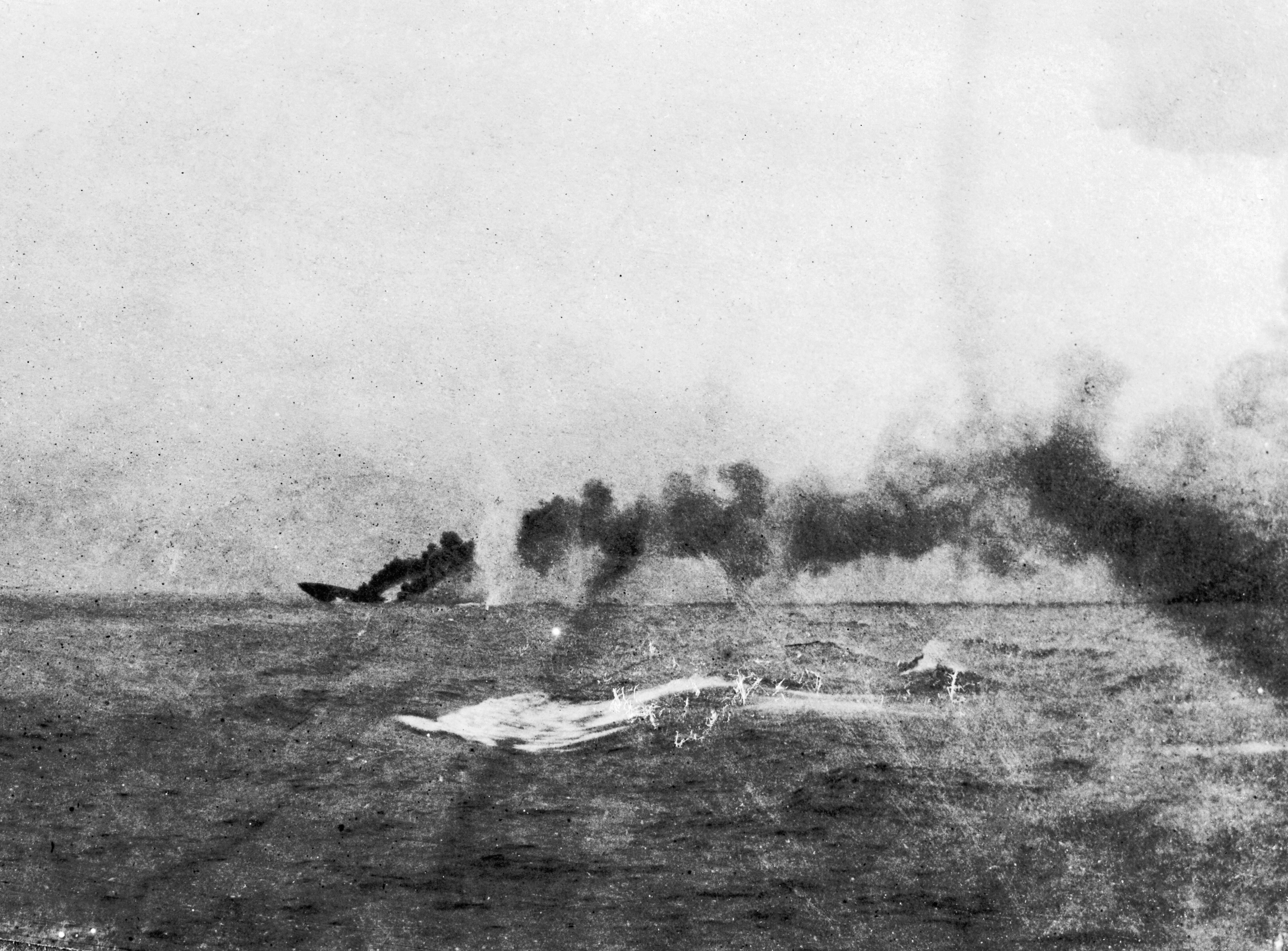
Гибель линейного крейсера «Индефатигэбл»

Тем не менее, начало сражения сложилось для британцев катастрофически. Они вновь запутались с распределением целей, а точность огня оставляла желать лучшего. Уже через 14 минут после открытия огня немецкий линейный крейсер «Фон дер Танн» потопил английский линейный крейсер «Индефатигэбл». Огонь подоспевших британских линкоров нанёс немцам некоторые повреждения, но ещё через 14 минут немецкие линейные крейсера «Дерфлингер» и «Зейдлиц» потопили английский линейный крейсер «Куин Мэри». В дальнейшем, при встрече с главными силами немцев, Битти повернул на соединение с Гранд-флитом. Противник не смог отрезать и уничтожить британский авангард, так как серьёзно уступал в скорости.
Немцы, располагая гораздо меньшими силами, смогли нанести противнику тяжёлые потери. На 4 попадания британских линейных крейсеров немцы ответили 21.

Действительно, морская история Англии не знала примеров, чтобы отряд кораблей, подобный отряду Битти, пострадал столь жестоко от численно слабейшего неприятеля.
— Ньюболт Г. Операции английского флота в мировую войну. Т.4.
Линейные крейсера приняли активное участие и во второй фазе боя, когда сошлись главные силы сторон. Первоначально успех вновь сопутствовал немецким кораблям. Сначала «Лютцов» совместно с головными линкорами с близкой дистанции обстрелял британские броненосные крейсера. В результате «Дифенс» взорвался от огня «Лютцова», а ещё два броненосных крейсера затонули позже. Затем «Дерфлингер» и «Лютцов» общими усилиями потопили британский линейный крейсер «Инвинсибл», опрометчиво бросившийся вперёд. Так же как и другие британские линейные крейсера, «Инвинсибл» стал жертвой воспламенения боеприпаса и взорвался.
Далее преимущество было на стороне англичан. При этом существенно пострадали и германские линейные крейсера. «Лютцов» и «Зейдлиц» получили серьёзные повреждения, части артиллерии лишились «Фон дер Танн» и «Дерфлингер». В итоге немцам удалось оторваться от численно превосходящего противника, хотя ночью произошёл ещё целый ряд беспорядочных боевых столкновений. Уже на подходе к своим берегам немцы были вынуждены затопить тяжело повреждённый «Лютцов», но почти столь же пострадавший «Зейдлиц» сумел дойти до базы.
Таким образом, помимо прочих потерь, противники лишились и 4 линейных крейсеров — 3-х британских и 1-го германского. В целом немецкие линейные крейсера показали себя кораблями, более приспособленными для боя с равным противником, нежели английские. У последних выявились проблемы с защитой, особенно с безопасностью боеприпасов.

### Операции линейного крейсера «Гебен»
К началу Первой мировой войны Германия держала в Средиземном море линейный крейсер «Гебен» и лёгкий крейсер «Бреслау», действовавшие там с 1912 года. После начала военных действий оба корабля направились в Дарданеллы, куда и прибыли 10 августа 1914 года, причём англичане, имея 4 броненосных крейсера, не решились вступить в бой с «Гебеном». Чтобы избежать интернирования немецкие дипломаты договорились о фиктивной покупке кораблей Турцией и «Гебен» был официально переименован в «Явуз Султан Селим», но вся команда на нём осталась немецкая.

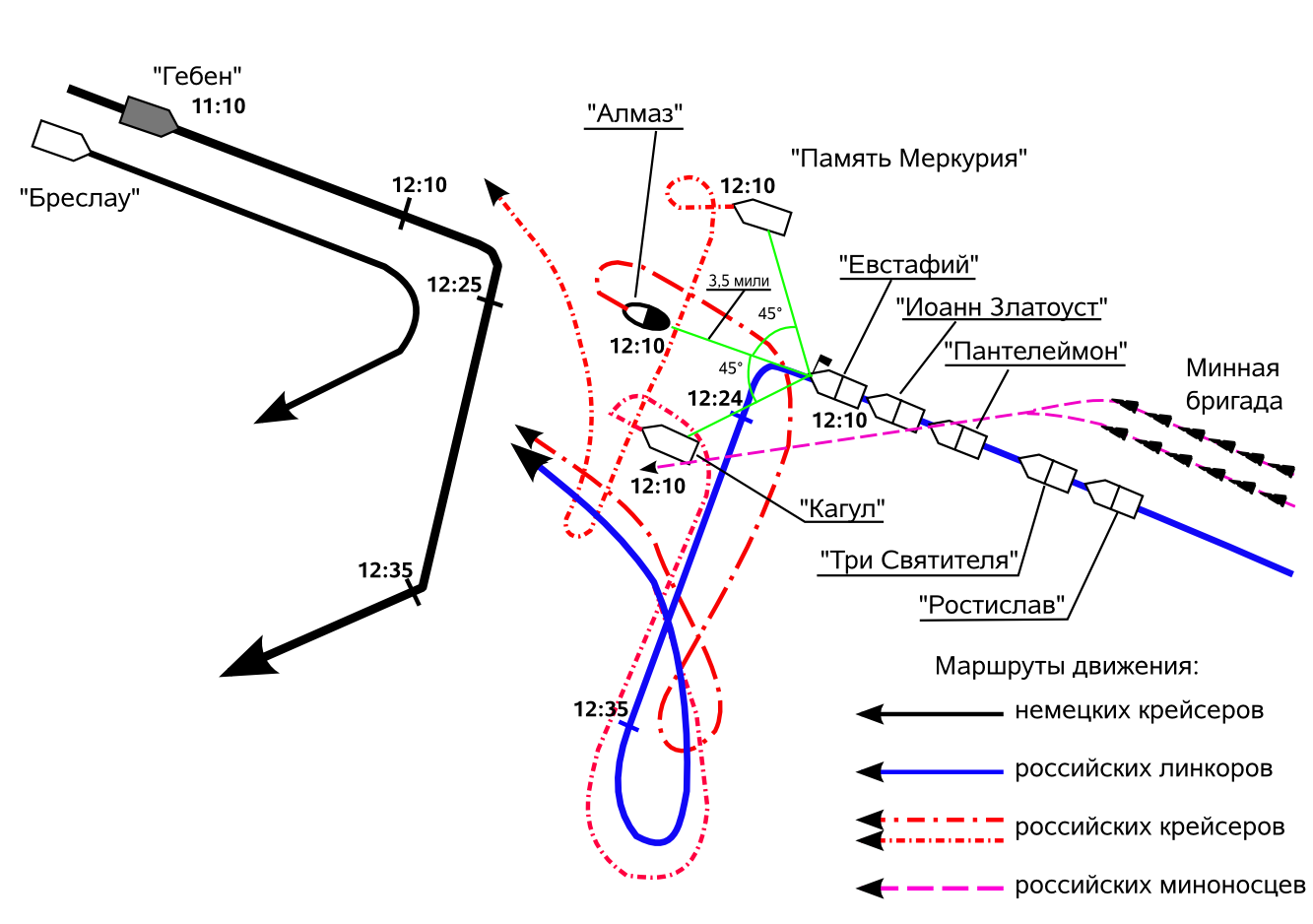
Бой у мыса Сарыч 18 ноября 1914 г. Схема.

29 октября 1914 года «Гебен» открыл военные действия на море обстрелом Севастополя. Линейный крейсер значительно превосходил любой из броненосцев Черноморского флота в огневой мощи, а преимущество в скорости отдавало ему инициативу в бою. В результате русские броненосцы были вынуждены действовать очень осторожно.
В первый период войны «Гебен» дважды вступал в бой с эскадрой Черноморского флота — 18 ноября 1914 года у мыса Сарыч и 10 мая 1915 года в районе Босфора. Оба столкновения были скоротечны и не привели к серьёзным результатам. Сталкиваясь с превосходящими силами, линейный крейсер всегда имел возможность выйти из боя, к тому же любой броненосец уступал ему в огневой мощи. Поэтому «Гебен» господствовал на Чёрном море. Но ситуация изменилась, когда в состав Черноморского флота вошли новейшие линкоры типа «Императрица Мария». Заметно превосходя «Гебен» в огневой мощи, они столь же сильно уступали ему в скорости. Однако так было только на бумаге. Расшатанные валы не позволяли «Гебену» развить более 23 узлов, в то время как линкоры типа «Императрица Мария» имели скорость всего на два узла меньше и вполне могли соперничать с ним. В результате в бою с линкором «Императрица Екатерина Великая» 8 января 1916 года «Гебен» с трудом смог уйти от преследования, получив повреждения от огня русского линкора. Дальнейшие операции в водах, где господствовал более сильный противник, были признаны рискованными. В итоге, русские линкоры к концу 1916 года окончательно вытеснили «Гебен» из Чёрного моря, заставив его скрываться в проливах.
После выхода России из Первой мировой войны германо-турецкое командование решило использовать «Гебен» и «Бреслау» против британских кораблей в районе Дарданелл. 20 января 1918 года «Гебен» потопил два английских монитора, но затем подорвался на трёх минах и с трудом вернулся в Дарданеллы, сев при этом на мель. Хотя крейсер, после длительных усилий, удалось спасти, его активная боевая деятельность на этом завершилась.
Несмотря на отсутствие больших побед, «Гебен» оказывал серьёзное влияние на ход боевых действий в регионе и значительно затруднял операции Черноморского флота.

## Проектирование и строительство линейных крейсеров в годы Первой мировой войны

### Линейные крейсера Великобритании

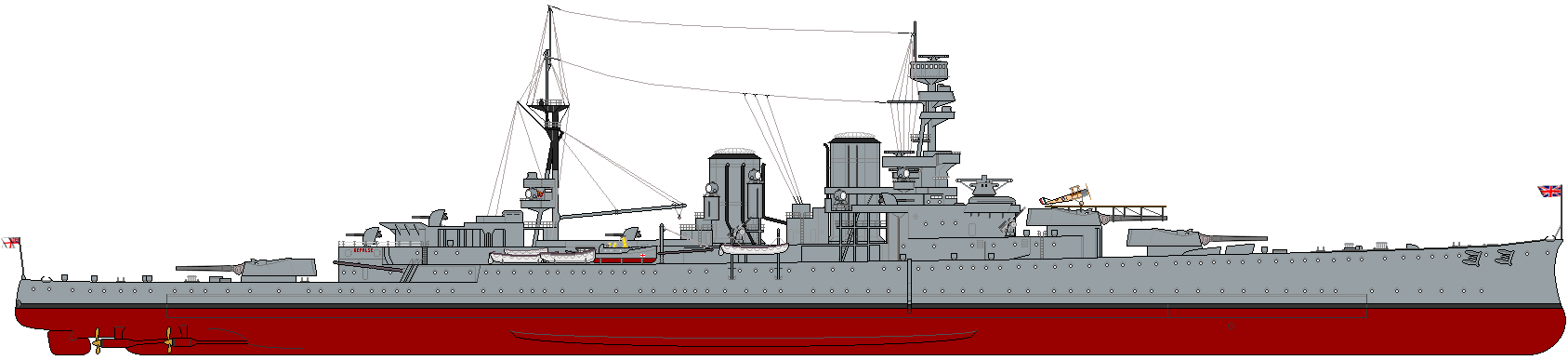
Линейный крейсер «Рипалс». Схема

В октябре 1914 года Джон Фишер вернулся на пост Первого морского лорда и вновь стал продвигать свою излюбленную идею — проект быстроходного, мощно вооружённого и слабо бронированного корабля. Результаты боёв в Гельголандской бухте и особенно у Фолклендских островов, казалось бы, подтверждали концепцию адмирала. В результате, несмотря на сопротивление У. Черчилля, Фишеру удалось добиться срочной перезакладки линкоров «Ринаун» (англ. Renown) и «Рипалс» (англ. Repulse) как линейных крейсеров.
Фактически корабли стали дальнейшим развитием линии «Инвинсибла». Очень мощно вооружённые — 6 381-мм орудий, очень быстроходные — 32 узла, они несли всё ту же 152-мм поясную броню, совершенно не защищавшую от огня тяжёлых орудий. Чисто крейсерские качества в этих крейсерах явно преобладали над боевыми.
К несчастью для проекта, крейсера вступили в строй вскоре после Ютландского сражения и были встречены моряками с крайним скепсисом. Адмирал Битти даже заявил, что отказывается вести их в бой. И действительно, «белым слонам», как окрестили их на флоте, было лучше держаться подальше от серьёзного противника. В своей единственной серьёзной операции «Рипалс» немедленно отступил, как только оказался под огнём немецких линкоров.

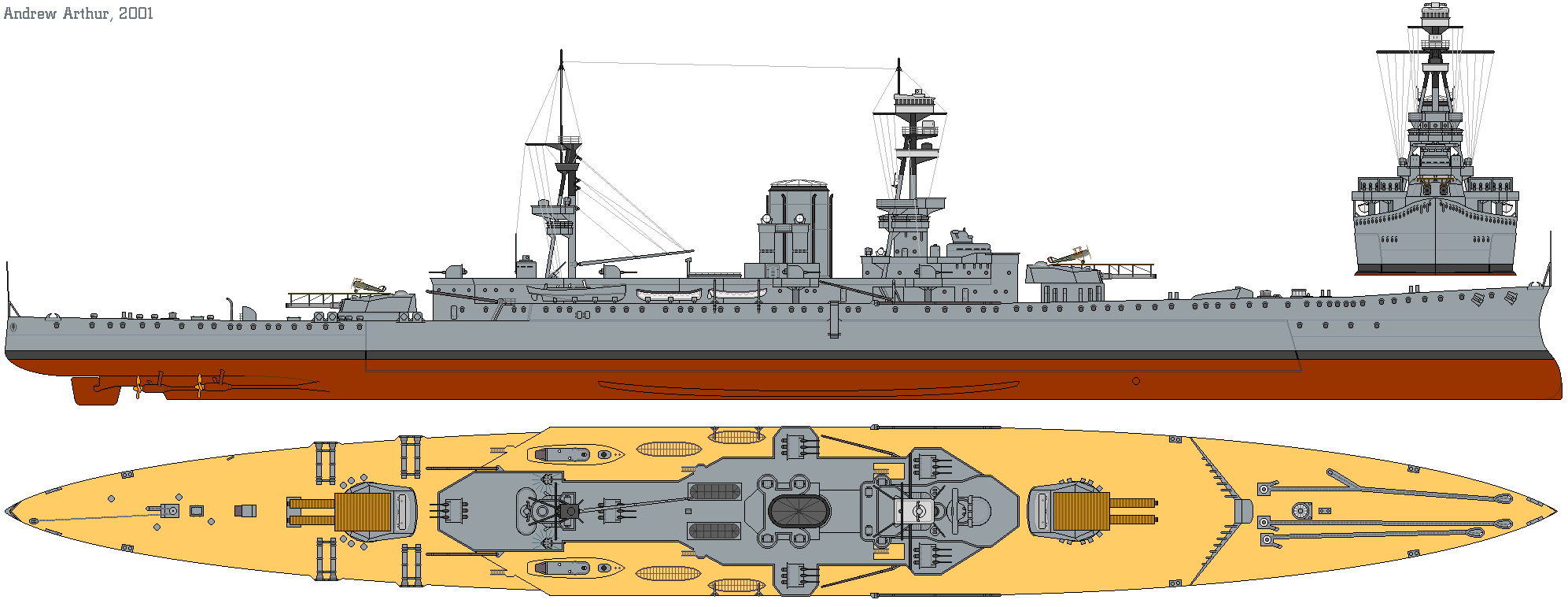
Линейный крейсер «Глориес». Схема

Но на этой паре новаторская деятельность Фишера не закончилась. В 1915 году он добился закладки 3 «больших лёгких крейсеров», которые фактически можно было бы назвать «лёгкими линейными крейсерами». Эти корабли предназначались для поддержки морского десанта на балтийское побережье Германии — ещё одной излюбленной идеи Фишера.
Первые два — «Корейджес» (англ. Courageous) и «Глориес» (англ. Glorious) представляли собой резко увеличенный лёгкий крейсер с типичной для этого класса защитой — пояс 76 мм (реально 51 мм), очень быстроходный — 32 узла, но вооружённый 4 381-мм орудиями в двух башнях. Предполагалось, что благодаря малой осадке, они будут действовать на мелководье, куда большие корабли противника проникнуть не смогут.

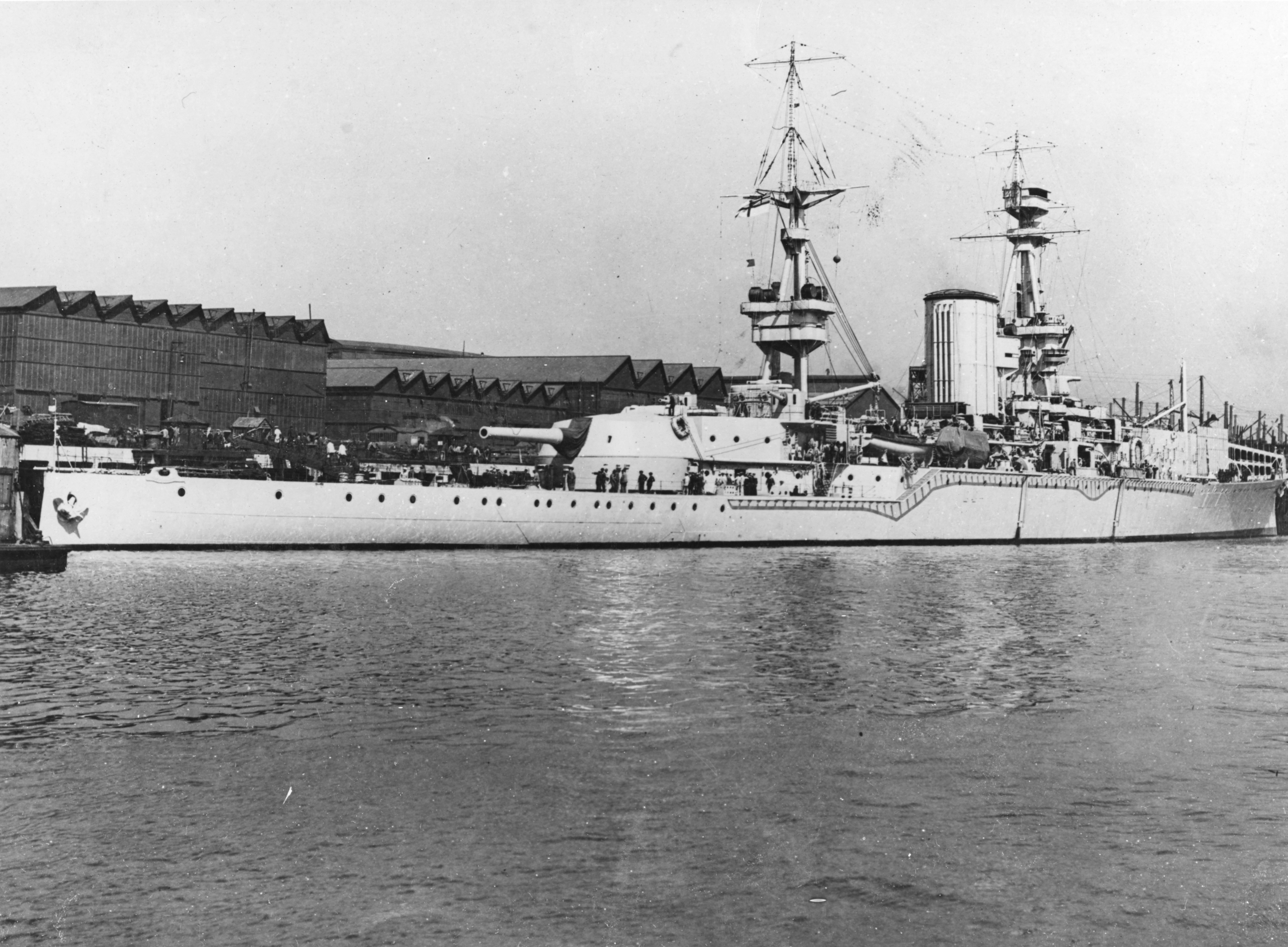
«Полуавианосец» «Фьюриос»

«Корейджес» и «Глориес» вступили в строй осенью 1916 года, когда речь о балтийском десанте даже не шла и командованию затруднялось найти применение необычным кораблям. В итоге их определили в «охотники» на лёгкие крейсера, но и в этом качестве они себя ничем не проявили. Во Втором Гельголандском сражении они, выпустив массу снарядов по немецким лёгким крейсерам, не добились ни одного серьёзного попадания и спешно отошли, попав под огонь дредноутов.
Ещё более экстравагантным оказался «Фьюриос» (англ. Furious) — третий крейсер серии. При близких к систешипам тактико-технических характеристиках, он нёс всего два орудия главного калибра, но зато 457-миллиметровых. Абсурдность проекта вскоре стала слишком очевидной и ещё на верфи крейсер начали переделывать в своеобразный «полуавианосец».
В 1915 году Фишер предложил построить линейный крейсер «Инкомпарэйбл» (англ. Incomparable). Характеристики проекта потрясали как своей мощью, так и несбалансированностью — 6 508-мм орудий, скорость 35 узлов и защита из 229-мм пояса. Впрочем, Совет Адмиралтейства его отклонил.

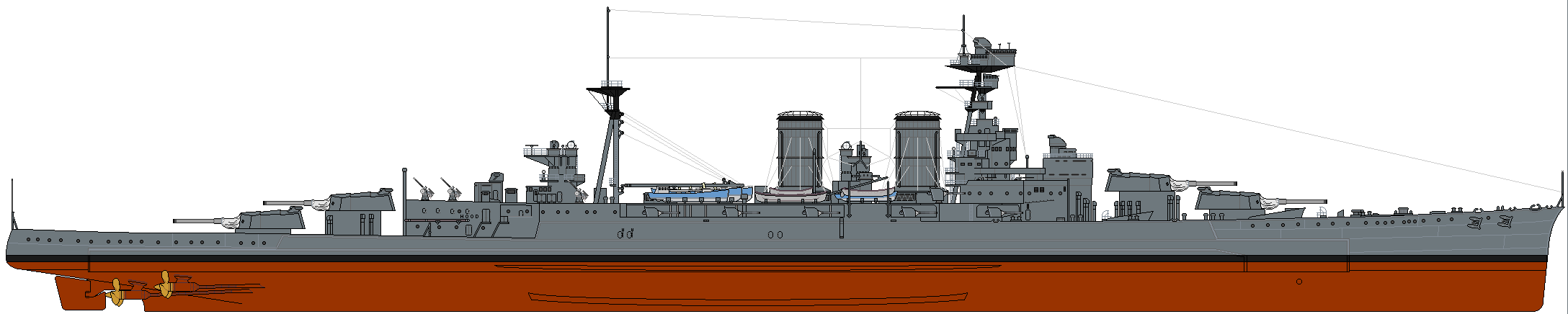
Линейный крейсер «Худ»

Проект последнего линейного крейсера Британии, воплощённый в металле, развивался долго и сложно. Первоначально он проектировался как линкор, но поскольку линкоров у Гранд-флита хватало, решили создать линейный крейсер. Исходные характеристики были несбалансированны — 8 381-мм орудий, скорость — 32 узла и броня борта 203 мм — даже меньше чем на стоявших в строю собратьях. Головной крейсер проекта «Худ» (англ. Hood) был заложен 31 мая 1916 года — в день, когда состоялось печальное для британских линейных крейсеров Ютландское сражение.
Реализацию проекта остановили и подвергли его тщательной переработке. Вооружение осталось прежним, скорость снизилась до 30 узлов, зато бортовое бронирование усилилось в 1,5 раза — до 305 мм. В том же 1916 году заложили ещё 3 крейсера серии. Как и следовало ожидать, «Худ» на войну не успел и был неспешно достроен к 1920 году. Строительство остальных трёх кораблей было приостановлено ещё в 1917 году, а вскоре после окончания войны заказы аннулировали.
В результате всех внесённых изменений, «Худ» оказался самым большим военным кораблём в мире. Сочетание его тактико-технических характеристик оценивалось как превосходное и на долгие годы «Худ» стал гордостью и визитной карточкой Королевского флота.
| Сравнительные ТТХ британских линейных крейсеров 1916—1920 гг. |                              |                             |                             |                              |
|                                                               | «Ринаун»                     | «Корейджес»                 | «Фьюриос»                   | «Худ»                        |
| Полное водоизмещение, т                                       | 30 835                       | 22 690                      | 22 890                      | 45 200                       |
| Артиллерия главного калибра                                   | 6×381-мм/42                  | 4×381-мм/42                 | 2×457-мм/40                 | 8×381-мм/42                  |
| Противоминный калибр                                          | 17×102-мм/44,3               | 18×102-мм/44,3              | 11×140-мм/50                | 12×140-мм/50                 |
| Бортовое бронирование, главный пояс мм                        | 152                          | 51-76                       | 51-76                       | 130-305                      |
| Бронирование палуб, мм                                        | 76                           | 20-40                       | 20-76                       | 51-102                       |
| Бронирование башен ГК, мм                                     | 280                          | 280-330                     | 229                         | 380                          |
| Энергетическая установка                                      | паротурбинная, 112 000 л. с. | паротурбинная, 90 000 л. с. | паротурбинная, 90 000 л. с. | паротурбинная, 144 000 л. с. |
| Максимальная скорость, узлов                                  | 30                           | 32                          | 31                          | 31                           |

### Линейные крейсера Германии
Линейный крейсер нового проекта в Германии начали разрабатывать ещё до войны, в 1912 году. Разработка протекала сложно, так как моряки и морской министр Тирпиц спорили о калибре главной артиллерии. Первые считали достаточным 305-мм, Тирпиц настаивал на его увеличении. В конечном счёте, верх взяла точка зрения министра.

Линейный крейсер «В-65». Схема

Новые линейные крейсера были заложены в 1915 году, уже в годы войны и известны как тип «Макензен» (нем. Mackensen). Предполагалось строительство 7 кораблей. С конструктивной точки зрения они представляли собой вариант линейных крейсеров типа «Дерфлингер», но более крупные за счёт установки 8 350-мм орудий. Естественно пришлось увеличить мощность машин и в итоге водоизмещение «Макензена» должно было на 5000 тонн превысить таковое у прототипа.
По проекту «Макензен» фактически заложили 4 корабля. В 1917 году два из них были спущены на воду, но достроить их немцы не успели, к счастью для британцев. По сумме боевых характеристик эти корабли заметно превосходили даже новейшие линейные крейсера Гранд-флита.
Остальные 3 корабля серии решили построить по изменённому проекту, вооружив их орудиями калибра 380-мм. Водоизмещение вновь возрастало, предполагалось некоторое снижение скорости. Из этих кораблей успели заложить лишь головной, «Эрзац Йорк» (нем. Ersatz Yorck) в 1916 году, собственного имени он получить не успел. До закладки остальных дело даже не дошло.
Кроме того в Германии был разработан ряд проектов линейных крейсеров с 420-мм артиллерией, их закладку намечали на конец 1918 года, но к тому времени Германия проиграла войну.

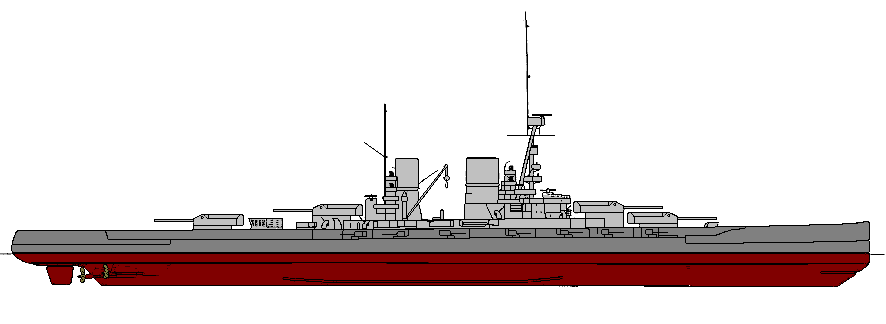
Линейный крейсер «Макензен». Схема

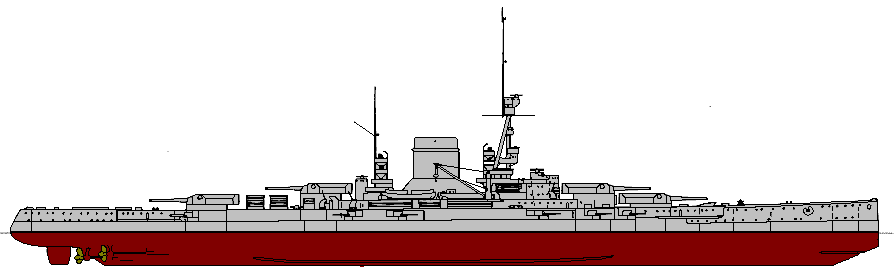
Линейный крейсер «Эрзац Йорк». Схема

| Сравнительные ТТХ германских линейных крейсеров военной закладки |                             |                             |
|                                                                  | «Макензен»                  | «Эрзац Йорк»                |
| Полное водоизмещение, т                                          | 36 000                      | 38 500                      |
| Артиллерия главного калибра                                      | 8×350-мм/45                 | 8×380-мм/45                 |
| Противоминный калибр                                             | 12×150-мм/45                | 12×150-мм/45                |
| Бортовое бронирование, главный пояс мм                           | 300                         | 300                         |
| Бронирование палуб, мм                                           | ?                           | ?                           |
| Бронирование башен ГК, мм                                        | 320                         | 300                         |
| Энергетическая установка                                         | паротурбинная, 90 000 л. с. | паротурбинная, 90 000 л. с. |
| Максимальная скорость, узлов                                     | 28                          | 27,25                       |

## Оценка линейных крейсеров Первой мировой войны
При сравнении британских и немецких линейных крейсеров времён Первой мировой войны необходимо выделить два аспекта: тактические доктрины, положенные в основу проектов и реальное боевое применение.
В проекте британских линейных крейсеров преобладала именно крейсерская составляющая. Помимо высокой скорости они должны были обладать солидной дальностью плавания и хорошей мореходностью. Круг задач, возлагавшихся на эти корабли в Королевском флоте, также был весьма широк. Здесь и разведка, и поддержка лёгких сил, борьба с вражескими рейдерами и действия в качестве быстроходного боевого отряда флота, причём без длительного огневого контакта с адекватным противником.
Когда британские линейные крейсера использовались в соответствии с базовой концепцией, они действовали вполне успешно, доказательством тому Гельголандское и Фолклендское сражения. Но данная идея совершенно не учитывала менталитета британских моряков. Эксперты ещё до войны справедливо отмечали, что получив в своё распоряжение столь мощно вооружённые корабли, британский адмирал непременно поведёт их в решительный бой. Так и случилось в Ютландском сражении, где линейные крейсера были использованы в полном противоречии с идеями Фишера. В сочетании с недостатками броневой защиты и повышенной взрывоопасностью британского кордита, хранившегося в шёлковых картузах, а также с неудачной конструкцией башенных элеваторов, не обеспечивавших защиту от проникновения пламени в погреба боеприпасов, это привело к трагическим последствиям.
В противоположность британскому подходу, немецкие линейные крейсера были вполне подходящими кораблями для тех боёв, какие им пришлось вести на самом деле. В целом уступая британцам в весе бортового залпа, они были куда более гармоничны именно как корабли для серьёзного боя и по сути представляли собой не крейсера, а быстроходные линкоры. Высокая мореходность и тем более дальность для Северного моря не были критически важны и в этом смысле немецкие проектировщики оказались прозорливее британских.
| Защищённость и огневая мощь линейных крейсеров Первой мировой войны |                |                |                |                |                |                |                |              |
|                                                                     | «Инвинсибл»    | «Индефатигебл» | «Лайон»        | «Куин Мэри»    | «Тайгер»       | «Ринаун»       | «Фон-дёр-Танн» | «Дерфлингер» |
| Государство                                                         | Великобритания | Великобритания | Великобритания | Великобритания | Великобритания | Великобритания | Германия       | Германия     |
| Масса брони, т                                                      | 3460           | 3735           | 6400           | 6995           | 7390           | 5431           | 6450           | 9230         |
| Масса брони в % от нормального водоизмещения                        | 20,1           | 19,9           | 24,2           | 24,5           | 25,8           | 16,6           | 33,3           | 35,5         |
| Наибольшая толщина главного броневого пояса, мм                     | 152            | 152            | 229            | 229            | 229            | 152            | 250            | 300          |
| Наибольшая толщина броневой защиты башен ГК, мм                     | 178            | 178            | 229            | 229            | 229            | 280            | 230            | 270          |
| Масса бортового залпа ГК, кг                                        | 2316-3088      | 3088           | 4536           | 5080           | 5080           | 5274           | 2416           | 3232         |

При объективной оценке истории развития германских линейных крейсеров в период 1907—1918 гг. , становится ясно, что они по своим боевым качествам были лучшими боевыми кораблями того периода благодаря меньшему весу корпуса и машинно-котельной установки, лучшему бронированию, а также потому, что заряды пороха для орудий, если их охватывало пламя, сгорали без взрыва, как это было на британских кораблях.
— Мужеников В.Б. Линейные крейсера Германии

## Развитие линейных крейсеров в первые послевоенные годы
Сразу по завершении «последней из войн» гонка морских вооружений продолжилась с небывалой силой. Толчком к ней стало решение Конгресса США принятое в ещё 1916 году о резком увеличении американских ВМС. Целью программы стало создание «флота не уступающего никому» и способному одновременно противостоять Великобритании и Японии. Видное место в американских кораблестроительных планах заняли линейные крейсера, которых флот США до того времени не имел.

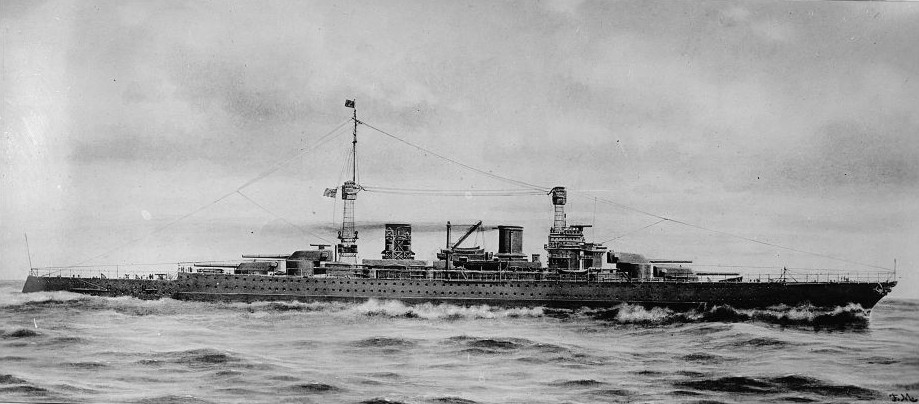
Предполагаемый вид линейного крейсера «Лексингтон»

Предполагалось строить линейные крейсера типа «Лексингтон». Проект получился достаточно своеобразным. Мощное вооружение из 8-ми 406-мм орудий и высочайшая скорость хода сочетались с крайне слабой для capital ships броневой защитой. Тактическое назначение кораблей оставалось неясным. Для уничтожения лёгких сил они были абсурдно велики и дороги, а вступать в бой с адекватным противником для них было очень опасно. Тем не менее, американцы в 1920-1921 годах заложили сразу 6 таких единиц.
Американские планы вызвали серьёзное беспокойство в других морских державах. Первой отреагировала Япония, принявшая программу «8-8», по которой, в частности предполагалось построить 8 линейных крейсеров. Первая четвёрка — тип «Амаги» была заложена в 1920—1921 годах. Вооружение оказалось сильнее чем у американских оппонентов — 10 410-мм орудий, бронирование заметно лучше, хотя и оно не спасало от 16" снарядов, но скорость составила только 30 узлов.

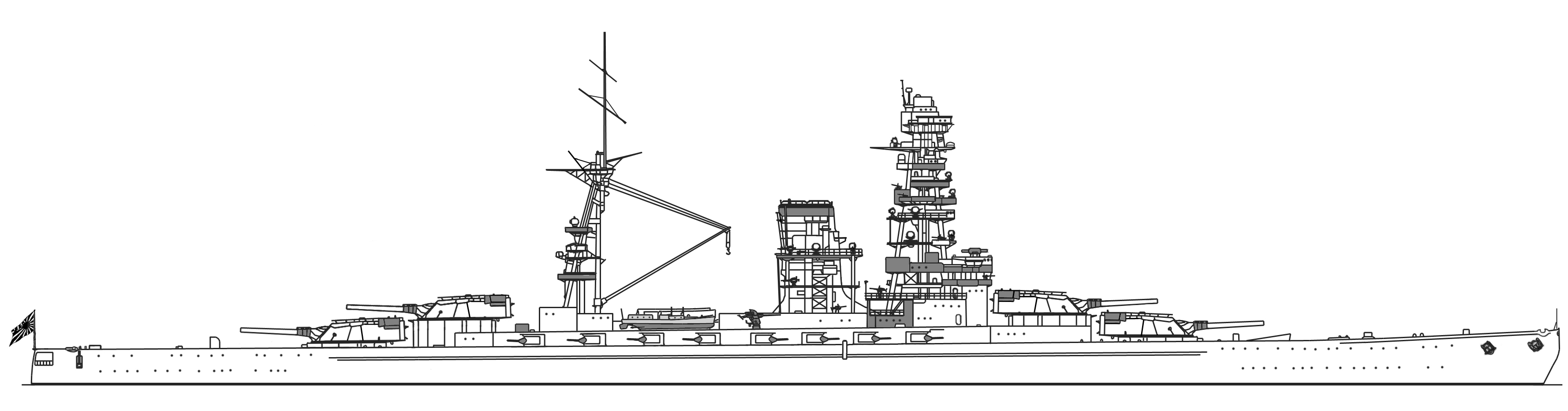
Линейный крейсер проекта № 13. Схема

Ещё более мощными обещали стать следующие 4 корабля, известные как тип № 13. Будучи крупнее «Амаги» они несли весьма толстую броню, развивали ту же скорость, а вооружение планировалось в составе 8-ми 460-мм орудий.
Определённую активность обозначили и британцы. Хотя к 1920 году они обладали крупнейшим флотом в мире, большая часть британских кораблей смотрелась очень скромно на фоне перспективных боевых единиц США и Японии. К 1921 году был разработан проект линейного крейсера «G-3». Будучи более крупным, чем американские и японские корабли, он гармонично сочетал в себе мощное вооружение (9 — 406-мм орудий), хорошее бронирование и высокую скорость — до 32 узлов. По сути дела он предвосхитил дальнейшее развитие тяжёлых артиллерийских кораблей, будучи весьма похожим на линкоры постройки 1930-х годов. Предполагалась постройка 4 кораблей этого типа, но дело не дошло даже до их закладки.
| Сравнительные ТТХ проектов линейных крейсеров начала 1920-х гг. |                                   |                              |                              |                              |
|                                                                 | «Лексингтон»                      | «Амаги»                      | «№ 13»                       | «G-3»                        |
| Государство                                                     | Соединённые Штаты Америки         | Япония                       | Япония                       | Великобритания               |
| Полное водоизмещение, т                                         | 51 217                            | 47 000                       | 47 500                       | 53 909                       |
| Артиллерия главного калибра                                     | 8×406-мм/50                       | 10×410-мм/45                 | 8×460-мм/45                  | 9×406-мм/45                  |
| Средний калибр                                                  | 16×152-мм/53                      | 16×140-мм/50, 6х120-мм/45    | 16×140-мм/50, 8х120-мм/45    | 16×152-мм/50, 6х120-мм/43    |
| Бортовое бронирование, главный пояс мм                          | 178                               | 254                          | 330                          | 305-355                      |
| Бронирование палуб, мм                                          | ?                                 | 98                           | 127                          | 100-200                      |
| Бронирование башен ГК, мм                                       | 280                               | ?                            | ?                            | 430                          |
| Энергетическая установка                                        | турбоэлектрическая, 180 000 л. с. | паротурбинная, 131 200 л. с. | паротурбинная, 150 000 л. с. | паротурбинная, 160 000 л. с. |
| Максимальная скорость, узлов                                    | 33,5                              | 30                           | 30                           | 31-32                        |

Великобритания после войны находилась в тяжёлом финансовом положении, финансовые трудности испытывала и Япония. Что касается США — самой богатой страны того времени, то и у них возникли определённые проблемы.

Когда американские политики узнали характеристики новых кораблей, которые готовились строить Англия и Япония, они задумались. Одно дело — болтать с трибуны о «выполнении долга Соединённых Штатов как лидера демократического движения», и совсем другое — выбросить впустую огромные деньги.
— Смит П. Закат владыки морей.
В итоге, в 1922 году была организована международная конференция по морским вооружениям, которая закончилась подписанием Вашингтонского морского соглашения. Строительство линкоров и линейных крейсеров было прекращено и в гонке линкоров наступил перерыв.

## Последние линейные крейсера
Линкорные каникулы официально закончились в 1936 году, но строительство линейных крейсеров классического типа более не возобновлялось. Прогресс в области судовой энергетики сделал этот специфический класс ненужным — гораздо предпочтительнее смотрелись полноценные быстроходные линкоры.
Тем не менее, в военно-морской литературе широко распространено определение «линейный крейсер» по отношению к целому ряду проектов кораблей, которые были построены, строились или только проектировались в 1930-х — 1940-х годах. Эти проекты распадаются на две группы:
- Малые линкоры, построенные для особых тактических задач, а также в силу финансовых или политических ограничений;
- Своеобразные сверхкрейсера, предназначенные, главным образом, для уничтожения тяжёлых крейсеров.

### Линейные крейсера Франции
Франция, имевшая право построить после 1927 года линкоры общим водоизмещением 70 000 тонн, не спешила им воспользоваться. Импульсом для проектирования новых боевых единиц стало известие о закладке в Германии первого «карманного линкора». Потребовались быстроходные охотники на новые немецкие рейдеры, но французский парламент не желал выделять средства, поэтому проект был разработан с учётом жёстких финансовых ограничений.

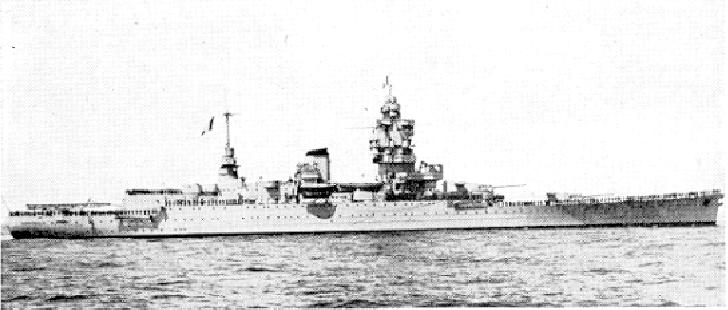
Линейный крейсер «Дюнкерк»

«Дюнкерк», ставший первым быстроходным линкором, в силу указанных выше ограничений, фактически соответствовавший линейному крейсеру, построили с обилием нетрадиционных решений. Впервые были установлены четырёхорудийные башни главного калибра, причём обе в носу. Калибр — 330 мм, выбирался из расчёта достижения огневого превосходства над кораблями типа «Дойчланд», бронирование рассчитывалось на противостояние огню их 283-мм орудий. Скорость была высокой, дальность значительной, но сам «Дюнкерк» вышел в 2,5 раза больше по водоизмещению, чем его предполагаемый противник. На следующем корабле этого типа «Страсбурге» бронирование несколько усилили, но оно всё равно оставалось недостаточным по линкорным меркам. Фактически, его можно было бы назвать малым линкором.

Проект отличался многими новаторскими идеями и для своего размера «Дюнкерк» и «Страсбург» были в высшей степени мощными и хорошо защищёнными кораблями. Особенно удачными по замыслу были система ПТЗ. хорошая горизонтальная защита и мощная универсальная батарея. Как линейные крейсера, они были превосходны, но для боя с линкорами не годились.
— Сулига С. В. «Дюнкерк» и «Страсбург».
В дальнейшем французы перешли к строительству полноценных линкоров типа «Ришельё».

### Линейные крейсера Германии
К разряду линейных крейсеров также часто относят немецкие корабли типа «Шарнхорст». Построенные в очень сложной политической обстановке, они не имели прямой преемственности с линейными крейсерами Первой мировой войны. Фактически проект вырос из «карманного линкора» и первоначально «Шарнхорст» и «Гнейзенау» были заложены именно как 4-й и 5-й корабли типа «Дойчланд».

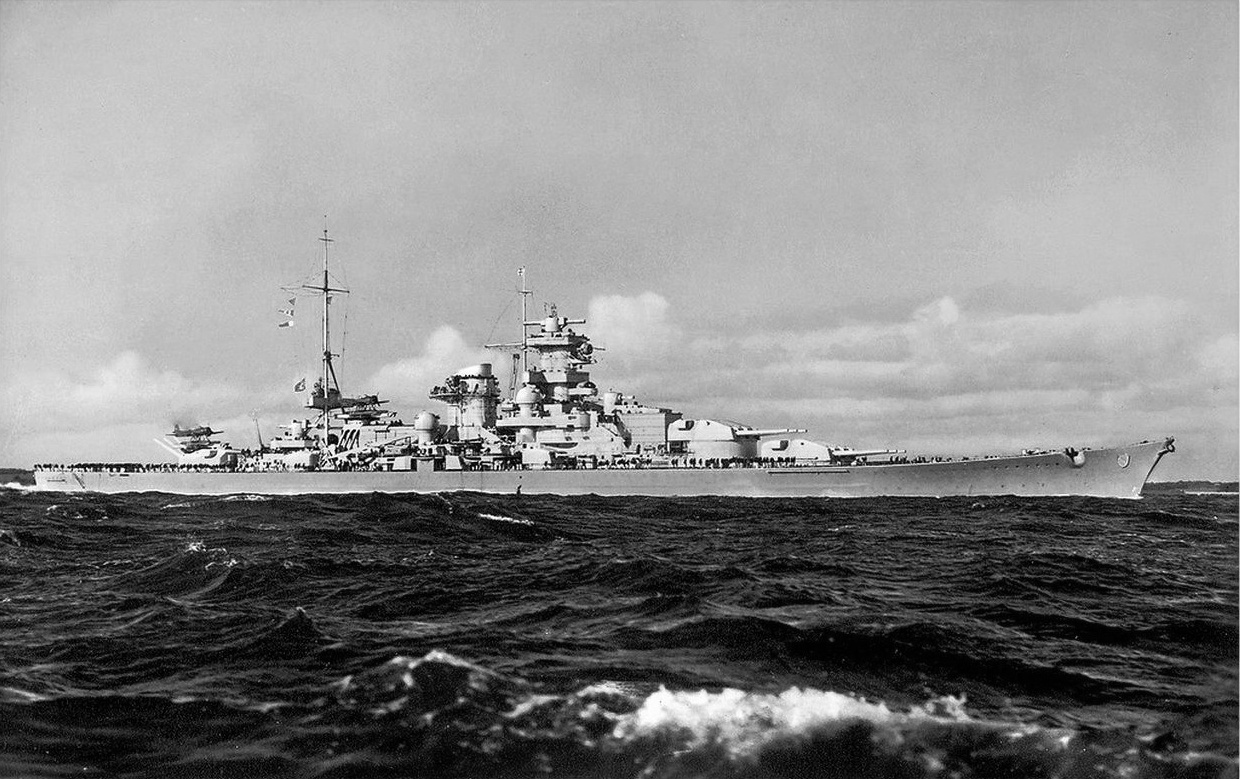
Линейный крейсер «Шарнхорст»

Появление «Дюнкерка» вынудило немцев усилить вооружение и особенно бронирование, что повлекло за собой резкий рост водоизмещения. Защита кораблей оказалась сравнительно надёжной для их скромных, по линкорным меркам, размеров, хотя и имела ряд уязвимых мест. Скорость была высокой, а радиус действия достаточным для действий в Атлантике. Вместе с тем, главным образом по политическим соображениям, «Шарнхорст» и «Гнейзенау» были оснащены 283-мм орудиями, слишком слабыми для боя с линкорами. В ходе войны планировалось перевооружение на калибр 380 мм, но сделать этого так и не удалось.

Фактически это были последние в мире линейные крейсера в том виде, как их традиционно представлял германский флот. Желание иметь аналогичные корабли побудило руководство США, Японии, Нидерландов и особенно СССР санкционировать работы по их созданию. Эти последователи «Шарнхорста» отличались более высокой скоростью, иногда более мощным вооружением, но несоизмеримо худшей защитой, что делало их морально устаревшими ещё до закладки.
— Сулига С. В. Линкоры «Шарнхорст» и «Гнейзенау».
В 1937 году командование Кригсмарине наметило постройку 12 мощных океанских рейдеров под условным шифром «P» . Хотя план оказался не под силу германской промышленности, проект продолжали развивать и в 1939 году был подготовлен проект линейного крейсера «O». Это должны были быть корабли водоизмещением около 30 000 тонн, с вооружением из 6 380-мм орудий. Скорость и дальность плавания предполагалась высокой, но уровень броневой защиты был явно недостаточен. Планировалось использовать эти боевые единицы для нападения на британские конвои.
Постройка трёх кораблей под условными обозначениями «О», «Р» и «Q» должна была начаться в 1940 году, но фактически к ней даже не приступали. Впрочем, это скорее стало благом для Третьего рейха, так как проект оказался весьма неудачным и, видимо, объяснялся пристрастием А. Гитлера к крупным кораблям.

Неудачный выбор главных характеристик основывался на концепции, которая была бы к месту лет на 25 раньше. …сами немцы считали крейсера «О», «Р» и «Q» совершенно неудачными по концепции. В профессиональных кругах этот проект был известен под названием «Ohne Panzer Quatsch» — «безбронный нонсенс».
— Суперкрейсера 1939-1945

### Линейные крейсера Японии
К концу 1930-х годов линейные крейсера типа «Конго» устарели. Между тем ни один японский линкор не мог сопровождать авианосные ударные соединения из-за малой скорости. Дополнительным толчком стали, пришедшие из США сведения о начале проектирования крейсеров типа «Аляска». Японцы немедленно приступили к ответным мерам.
С конструктивной точки зрения проект «В-64» был уменьшённым линкором «Ямато» и очень напоминал его внешне. Стандартное водоизмещение, впрочем, составило лишь 32 000 тонн. Надеясь на огневое превосходство над противником, японцы планировали оснастить свои линейные крейсера 310-мм орудиями в трёх трёхорудийных башнях. Бронирование рассчитывалось на противостояние 305-мм снарядам, но только на солидных дистанциях. Скорость крейсеров должна была достигнуть 33 узлов. На кораблях планировали установить солидную по японским стандартам зенитную артиллерию, включавшую новейшие 100-мм пушки.
В 1941 году, когда стали известны более детальные характеристики американских одноклассников, особенно их артиллерии, проект переделали в «В-65», оснащённый шестью 356-мм орудиями в трёх башнях.
Заказы на новые корабли планировалось выдать в 1942 году, первые два уже получили строительные номера, но с началом войны на Тихом океане японский флот предпочёл строить авианосцы.

### Линейные крейсера СССР
Десятилетняя программа развития советского ВМФ (1937—1945 гг.) предусматривала, среди прочего, постройку 15 «тяжёлых» крейсеров, которые вполне можно было бы назвать линейными. Задание на проектирование было выдано в 1937 году и предусматривало быстроходный крейсер водоизмещением 22 000 — 23 000 тонн, с вооружением из 9-ти 254-мм орудий. Проект был закончен в следующем году, но теперь потребовали обеспечить возможность борьбы с кораблями типа «Шарнхорст». В результате главный калибр возрос до 305 мм, выросло и водоизмещение, до размеров полноценного вашингтонского линкора.
В 1939 году состоялась закладка первых двух крейсеров типа «Кронштадт». Строительство велось с большими затруднениями, особенно проблематично обстояло дело с вооружением, которое даже не было разработано. Ввиду такого положения вещей, советское правительство заключило договор с германской компанией «Крупп» на поставку 6 двухорудийных башен с 380-мм орудиями, изготовленными для снятых со строительства линкоров немецкого флота. Этот контракт породил проект 69И с германской артиллерией.
В июле 1941 года все работы по строительству тяжёлых крейсеров были остановлены при готовности 10,6—11,6 %. После войны достройка была признана нецелесобразной.
Оценивая проект 69, можно сказать, что крейсер имел достаточно совершенную артиллерию главного калибра, но совершенно недостаточную вспомогательную, как противоминную, так и зенитную. Скорость была приличной, но бронирование могло надёжно защитить лишь от снарядов тяжёлых крейсеров.
Тем не менее, эпопея с «тяжёлыми» крейсерами получила продолжение, так как И. В. Сталин питал особое пристрастие к этим кораблям. Ещё в годы войны разрабатывался тяжёлый крейсер проекта 82 с артиллерией калибра 220-мм. В 1947 году Сталин потребовал вооружить их 305-мм пушками. Проект радикально переработали и подготовили к 1950 году, причём по требованию Сталина скорость попытались увеличить до 35 узлов.
По сути, проект 82 повторил довоенный проект 69, но на новом качественном уровне. Возросла скорость, усилилась зенитная артиллерия, появились радиолокаторы. Но бронирование по-прежнему защищало лишь от 203-мм снарядов. Новый военно-морской министр Н. Г. Кузнецов высказал отрицательное мнение о проекте:

Тяжёлый, неясный корабль. Не видно, чтобы цель оправдывала средства. Очень дорогой корабль…
— Васильев А., Морин А. Суперлинкоры Сталина. «Советский Союз», «Кронштадт», «Сталинград».
Головной крейсер «Сталинград» заложили в 1951 году, в следующем году ещё два. Строительство велось с серьёзным отставанием от графика и было прекращено в 1953 году, спустя месяц после смерти Сталина.

### Линейные крейсера Нидерландов
В 1939 году линейными крейсерами решили обзавестись Нидерланды. Имея обширные колонии на островах Юго-Восточной Азии, голландцы с крайним беспокойством наблюдали за ростом могущества японского флота. Особенные опасения вызывали многочисленные и весьма мощные тяжёлые крейсера японцев, и именно для борьбы с ними было решено создать крейсера проекта «1047».
Первые же шаги показали, что голландские кораблестроители не имеют достаточного опыта, чтобы спроектировать подобный корабль. Обратились за помощью к Германии, в результате проект приобрёл отчётливый немецкий характер. В конечном счёте, вырисовывался крейсер водоизмещением около 28 000 тонн, вооружённый германскими 283-мм орудиями и оснащённый бронёй, достаточной для защиты от огня японских тяжёлых крейсеров. Предполагалось достичь весьма высокой скорости — 34 узла. К положительным чертам проекта относилось также оснащение крейсеров весьма совершенной, хотя и немногочисленной универсальной и зенитной артиллерией.
Три корабля проекта «1047» должны были быть готовы к 1944 году, уже были заказаны материалы, механизмы и вооружение, но немецкое вторжение в Нидерланды в мае 1940 года поставило крест на этих планах.

### Линейные крейсера США

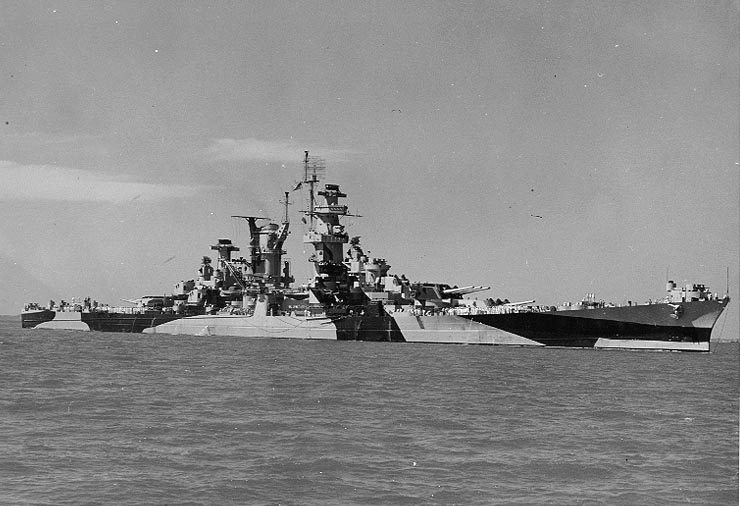
Большой крейсер «Аляска»

Начавшаяся в Европе война покончила со всеми ограничениями на вооружения и американские адмиралы могли теперь заказывать любые корабли. Среди первоочерёдных задач было названо создание сверхтяжёлого крейсера, способного легко истреблять тяжёлые крейсера японцев, внушавшие серьёзное беспокойство. Не все в руководстве ВМС США приветствовали данную идею, но её сторонники доказывали, что будущие корабли будут весьма полезны и как эскорт авианосных соединений, так как американским линкорам, даже новейшим, не хватало для этого скорости.
Итогом стал проект «Аляска», который классифицировали как «большой крейсер», для боя с линейными силами он не предназначался. Вооружение, состоявшее из 9-ти 305-мм пушек с очень тяжёлым снарядом, позволяла ему справиться с любым японским тяжёлым крейсером, а броня обеспечивала защиту от их огня. Скорость была высокой, а зенитное вооружение мощным, как и у всех американских кораблей военной постройки.
При этом огромный и очень дорогой крейсер совершенно не годился для боя с линкорами — они пробивали его броню практически с любой дистанции. Ещё одним недостатком стало почти полное отсутствие подводной защиты, когда даже одна торпеда вполне могла отправить его на дно. Главным же недостатком стало время вступления в строй — лето 1944 года.

Слишком большие и дорогие для того, чтобы использоваться в качестве крейсеров и слишком слабые и уязвимые для совместных операций с линкорами, к тому же явно запоздавшие с появлением на свет, они, по оценке самих американских специалистов «были самыми бесполезными из больших кораблей, построенных в эпоху Второй мировой войны».
— Кофман В. Л. Суперкрейсера 1939-1945.  «Большие крейсера» типа «Аляска».
В результате, планировавшаяся серия из 6 единиц не состоялась. В строй вступили лишь «Аляска» и «Гуам», почти готовый «Гавайи» достраивать не стали, остальные 3 даже не закладывались.
| Сравнительные ТТХ линейных крейсеров 1930—1940 гг. |                              |                              |                                           |                              |                              |                              |                              |
|                                                    | «Дюнкерк»                    | «Шарнхорст»                  | «Кронштадт» (недостроен)                  | «Аляска»                     | тип «O» (проект)             | тип «B-64» (проект)          | тип «1047» (проект)          |
| Государство                                        | Франция                      | Нацистская Германия          | Союз Советских Социалистических Республик | Соединённые Штаты Америки    | Нацистская Германия          | Япония                       | Нидерланды                   |
| Полное водоизмещение, т                            | 34 800                       | 39 000                       | 41 500                                    | 34 800                       | 35 700                       | 34 800                       | 31 000                       |
| Артиллерия главного калибра                        | 2×4 — 330-мм                 | 3×3 — 283-мм                 | 3×3 — 305-мм                              | 3×3 — 305-мм                 | 3×2 — 380-мм                 | 3×3 — 310-мм                 | 3×3 — 283-мм                 |
| Противоминные орудия                               | -                            | 12×150-мм                    | 8×152-мм                                  | -                            | 6×150-мм                     | -                            | -                            |
| Универсальные орудия                               | 16×130-мм                    | -                            | -                                         | 12×127-мм                    | -                            | 16×100-мм                    | 12×120-мм                    |
| Зенитные орудия                                    | 8-10×37-мм                   | 14×105-мм, 16×37-мм, 8×20-мм | 8×100-мм, 28×37-мм                        | 56×40-мм, 34×20-мм           | 8×105-мм, 8×37-мм, 20×20-мм  | 20×25-мм                     | 14×40-мм, 8×20-мм            |
| Бортовое бронирование, главный пояс мм             | 225(283)                     | 350                          | 230                                       | 229                          | 190                          | 190                          | 250                          |
| Бронирование палуб, мм                             | 125+40(50)                   | 50+95                        | 90+30                                     | 36+102                       | 90                           | 125                          | 130                          |
| Бронирование башен ГК, мм                          | 330-360                      | 360                          | 330                                       | 325                          | 220                          | ?                            | 300                          |
| Энергетическая установка                           | паротурбинная, 112 500 л. с. | паротурбинная, 160 000 л. с. | паротурбинная, 201 000 л. с.              | паротурбинная, 150 000 л. с. | паротурбинная, 176 000 л. с. | паротурбинная, 160 000 л. с. | паротурбинная, 180 000 л. с. |
| Максимальная скорость, узлов                       | 31,1                         | 31,5                         | 33                                        | 33                           | 33,5                         | 33-34                        | 34                           |

## Линейные крейсера во Второй мировой войне

### Линейные крейсера Франции

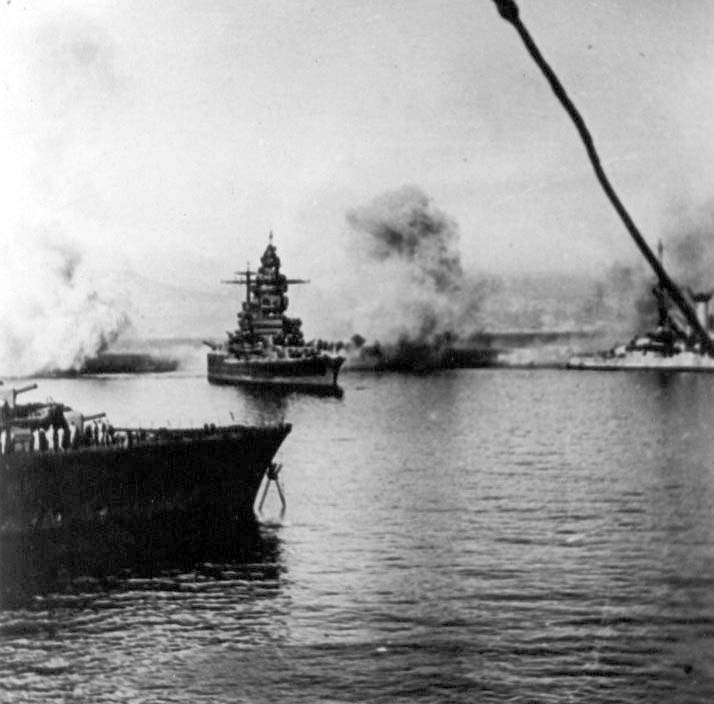
«Дюнкерк» под огнём британской эскадры. Мерс-эль-Кебир. 3 июля 1940 г.

В августе 1939 года оба французских линейных крейсера вошли в состав так называемого Рейдерского соединения (фр. Force de Raid), которое базировалось в Бресте и предназначалось для противодействия германским рейдерам, прежде всего «карманным линкорам». В ходе первого периода войны крейсера прикрывали ряд важных конвоев, а также поучаствовали в неудачных поисках германских линейных крейсеров в Северном море.
В апреле 1940 года соединение перешло в Средиземное море и стало базироваться на Мерс-эль-Кебир. После капитуляции Франции именно эти корабли стали главной целью британского флота, проводившего операцию «Катапульта». 3 июля 1940 года французские силы в Мерс-эль-Кебире были атакованы британским Соединением H. «Дюнкерк», будучи флагманом французской эскадры, пытался прорваться из гавани, но получил 4 попадания тяжёлыми снарядами и вышел из строя, убедительно подтвердив слабость своей защиты. «Страсбург» сумел избежать попаданий и прорвался в Тулон, уйдя от линейного крейсера «Худ». В 1941—1942 годах «Страсбург» был флагманским кораблём французского флота.
6 июля 1940 года «Дюнкерк» был атакован британскими палубными торпедоносцами «Суордфиш» и хотя ни одна торпеда в корабль не попала, детонация глубинных бомб на стоявшем у борта сторожевом корабле привела к новым тяжёлым повреждениям. Отремонтировать корабль удалось лишь к июню 1941 года, но в Тулон он смог прибыть лишь 20 февраля 1942 года.
Находясь в Тулоне, французские линейные крейсера крайне редко выходили в море из-за нехватки топлива. 27 ноября 1942 года, после вторжения немецких войск в Южную Францию, команды затопили оба корабля, причём «Дюнкерк» прямо в доке. После войны оба линейных крейсера подняли, но восстанавливать не стали и в 1955 году продали на слом.

### Линейные крейсера Великобритании
В межвоенный период, когда строительство новых капитальных кораблей было запрещено, особое место в военно-морских программах заняла модернизация кораблей-ветеранов Первой мировой. Не стали исключением и британские линейные крейсера, которых, в результате Вашингтонского договора, осталось к концу 1920-х годов 3 единицы.
В 1920-1930-х годах «Худ» прошёл целый ряд частичных модернизаций, получив бортовую авиацию и существенно усиленную зенитную артиллерию. В 1938 году планировалась кардинальная модернизация в ходе которой намечалось заменить противоминную и зенитную артиллерию на универсальную, а также устранить главный недостаток «Худа» — слишком слабую горизонтальную защиту. Начавшаяся война помешала осуществлению этих планов, поскольку «Худ» считался слишком ценной боевой единицей.
Первый период войны «Худ» действовал в составе Флота Метрополии, участвовал в попытках перехвата вражеских рейдеров и сопровождал особо ценные конвои. С мая 1940 года «Худ» стал флагманом Соединения H, которое и возглавил в ходе нападение британского флота на французские корабли в Мерс-эль-Кебире. Добившись ряда попаданий, он затем безуспешно преследовал линейный крейсер «Страсбург».
После возвращения в состав Флота Метрополии, «Худ» вновь неудачно пытался перехватить немецкие рейдеры. 24 мая 1941 года, «Худ» совместно с линкором «Принс оф Уэлс» вступил в районе Датского пролива в бой с отрядом германских кораблей, включавшем линкор «Бисмарк» и тяжёлый крейсер «Принц Ойген». В ходе последовавшей артиллерийской дуэли «Худ» был сначала повреждён, а после пятого залпа «Бисмарка» взорвался, разломился на части и затонул менее чем за 3 минуты.

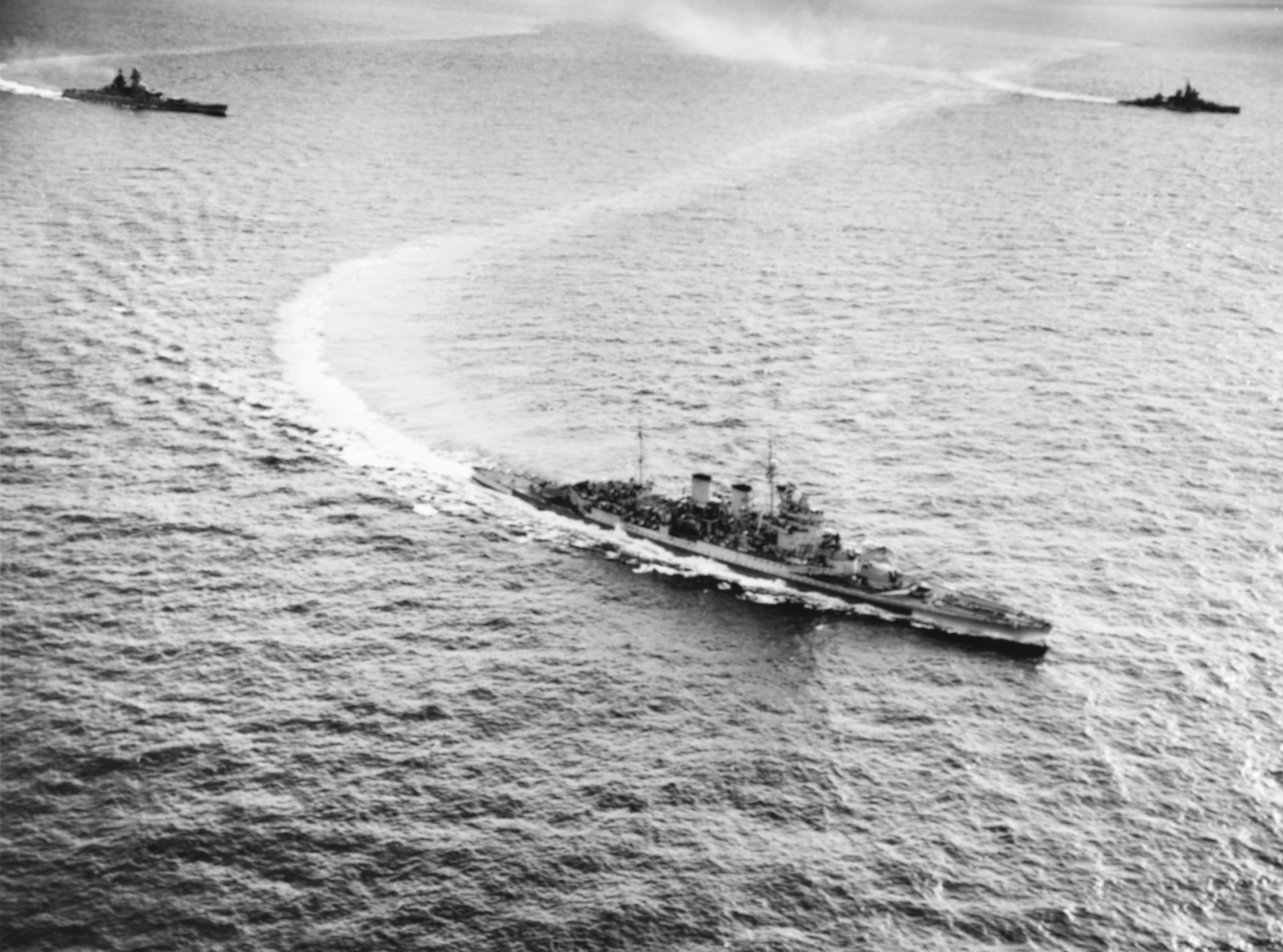
«Ринаун» -флагман Восточного флота. 1944 г.

«Ринаун» и «Рипалс» пережили в 1920-1930-х годах две масштабные модернизации. На обоих кораблях усилили броневую защиту и увеличили количество зенитных орудий. Наиболее радикально модернизировали «Ринаун», который кроме того получил новую силовую установку и замену противоминной артиллерии на универсальную. В таком виде они и вступили во Вторую мировую войну.
«Рипалс» в начале войны занимался главным образом сопровождением войсковых конвоев. В апреле 1940 года «Рипалс», как и его систершип, участвовал в Норвежской кампании. Полученный в ней опыт боевых действий привёл Адмиралтейство к мысли, что зенитное вооружение «Рипалса» явно недостаточно для операций в европейских водах. В результате «Рипалс» был отправлен на Дальний Восток, так как японская авиация считалась очень отсталой. Ошибочность этого мнения выявилась 10 декабря 1941 года, когда «Рипалс», а также линкор «Принс оф Уэлс» были атакованы крупными силами японской базовой авиации в районе Куантана. В ходе последовательных атак японские лётчики добились 5 торпедных попаданий, после чего «Рипалс» опрокинулся и затонул.
В начале войны «Ринаун» занимался охотой на немецкие «карманные линкоры» и блокадопрорыватели. В апреле 1940 года он вместе с «Рипалсом» принял участие в Норвежской кампании и 9 апреля вступил в бой с германскими линейными крейсерами. В ходе сражения «Ринаун» добился 2-3 попаданий в «Гнейзенау» и вынудил немцев спасаться бегством. С середины 1940 года до ноября 1941 года «Ринаун» действовал главным образом в Средиземном море, изредка выходя в Атлантику для поиска немецких рейдеров. Далее крейсер курсировал между Норвежским и Средиземным морями, успешно выполняя функции прикрытия арктических конвоев и корабля огневой поддержки. С января 1944 года «Ринаун» стал флагманом Восточного флота и поучаствовал в боях против Японии. В 1946 году «Ринаун» вывели в резерв, а в 1948 году продали на слом.

### Линейные крейсера США
Карьера самых больших американских крейсеров оказалась непримечательной. «Аляска» вступил в строй в июне, а «Гуам» в октябре 1944 года. До начала 1945 года крейсера занимались боевой подготовкой, затем были включены в состав 58-го оперативного соединения (Task Force. 58). Оба корабля участвовали в операциях по захвату Иводзимы и Окинавы. 18 марта 1945 года они добились единственного в своей карьере боевого успеха — «Аляска» сбил 2 японских самолёта, а «Гуам» — 1.
Уже в феврале 1947 года оба крейсера были выведены в резерв и поставлены на консервацию. В дальнейшем обсуждались планы их перестройки в большие ракетные крейсера (CBG), был предложен ряд вариантов, но высокая стоимость привела к отказу от проекта. 1 июня 1960 года «Аляску» и «Гуам» исключили из состава флота и год спустя продали на слом.

### Линейные крейсера Германии
Линейные крейсера Германии большую часть карьеры провели вместе. Первый боевой успех был достигнут 23 ноября 1939 года, когда «Шарнхорст» и «Гнейзенау» потопили британский вспомогательный крейсер «Равалпинди».
В апреле 1940 года оба крейсера приняли участие в Норвежской операции и 9 апреля ушли от британского линейного крейсера «Ринаун», получив лишь незначительные повреждения. В июне 1940 года они вновь вышли в Норвежское море для перехвата британских кораблей. 8 июня 1940 года «Шарнхорст» и «Гнейзенау» потопили британский авианосец «Глориес», а также 2 эсминца. В свою очередь противник добился торпедного попадания в «Шарнхорст», который был вынужден уйти в Киль для ремонта. Во время перехода в Германию торпедное попадание получил и «Гнейзенау», но с подводной лодки.
После окончания ремонта линейные крейсера немцев в первый, и как выяснилось позже, в последний раз сделали то, для чего их и проектировали — вышли на британские коммуникации в Атлантике. Рейд, продолжавшийся с 22 февраля по 22 марта 1941 года, привёл к потоплению или захвату 22 торговых судов противника. При этом «Шарнхорст» и «Гнейзенау» были вынуждены дважды отказываться от атаки ценных конвоев, поскольку в их охранении находились старые, но достаточно мощные линкоры.
Хотя результативность похода не выглядела высокой в сравнении с достижениями немецких субмарин, линейным крейсерам удалось добиться результата, на который подводники оказались неспособны — на коммуникациях противника началась настоящая паника.
С марта 1941 года по февраль 1942 года «Шарнхорст» и «Гнейзенау» находились в Бресте, где регулярно подвергались атакам британской авиации и получали всё новые и новые повреждения. В конечном счёте, А. Гитлер приказал адмиралу Редеру, командующему Кригсмарине, либо перевести корабли в Германию, либо разобрать их на месте. Ввиду этого категорического требования, немецкое командование было вынуждено провести операцию «Церберус».
11-13 февраля 1942 года «Шарнхорст», «Гнейзенау» и тяжёлый крейсер «Принц Ойген», при поддержке лёгких сил флота и люфтваффе прорвались через Ла-Манш, отразив все атаки морских и воздушных сил англичан. На подходе к своим базам оба линейных крейсера подорвались на минах и были поставлены на ремонт.
Во время ремонта «Гнейзенау» получил 26 февраля 1942 года попадание авиабомбы, что вызвало детонацию боеприпасов в носовом артиллерийском погребе. Кораблю теперь требовался двухлетний ремонт, который решили совместить с заменой трёхорудийных башен с 283-мм орудиями на двухорудийные с 380-мм пушками. Но к ремонту так и не приступили, а сам корабль использовали в качестве блокшива и затопили 27 марта 1945 года.
«Шарнхорст» после ремонта перешёл в марте 1943 года в Норвегию. В сентябре того же года он участвовал в рейде на Шпицберген.
25 декабря 1943 года «Шарнхорст» вышел в свой последний поход, намереваясь атаковать конвой JW-55B. Утром 26 декабря 1943 года он вступил в бой с британским соединением, включавшем 1 тяжёлый и 2 лёгких крейсера. В ходе боя немецкий корабль лишился радара и отошёл, но затем сделал новую попытку прорваться к конвою. Однако и на этот раз он был перехвачен британскими крейсерами. В ходе завязавшегося боя «Шарнхорст» попал двумя снарядами в крейсер «Норфолк», уничтожив радиолокационное оборудование и повредив кормовую башню, но вынужден был отойти и возвращаться в Норвегию. Вечером того же дня «Шарнхорст» встретился с линкором «Дюк оф Йорк», пытался уйти от сильнейшего противника, но получил попадание в котельное отделение, сбавил скорость и был настигнут линкором, а затем и лёгкими силами англичан. После неравного боя «Шарнхорст» затонул, получив множество попаданий тяжёлыми снарядами, 11 торпедами, и продемонстрировав, таким образом, присущую крупным германским кораблям живучесть.

### Линейные крейсера Японии
К началу войны на Тихом океане все корабли типа «Конго» прошли несколько модернизаций и находились в составе главных сил флота, включая и бывший до того учебным «Хиэй». Тем не менее, японское командование рассматривало линейные крейсера как расходный материал для первого этапа войны. Настоящие линкоры оно берегло для планировавшегося генерального сражения.
Линейные крейсера с самого начала военных действий включились в проводимые флотом операции. «Кирисима» и «Хиэй» осуществляли прикрытие ударного авианосного соединения, наносившего удар по Пёрл-Харбору 7 декабря 1941 года, а «Конго» и «Харуна» прикрывали десантное соединение в ходе высадки в Малайзии в декабре 1941 года. В январе — феврале 1942 года линейные крейсера поддерживали свои войска во время захвата Индонезии.
Огонь по надводному противнику они впервые открыли 1 марта 1942 года. Выпустив почти 300 снарядов главного калибра по американскому эсминцу, «Хиэй» и «Кирисима» ни разу не попали в цель. Далее линейные крейсера прикрывали авианосцы в их рейде в Индийский океан в апреле 1942 года, а также в сражении у Мидуэя 4-5 июня 1942 года. В обоих случаях для линейных крейсеров всё обошлось сравнительно благополучно.

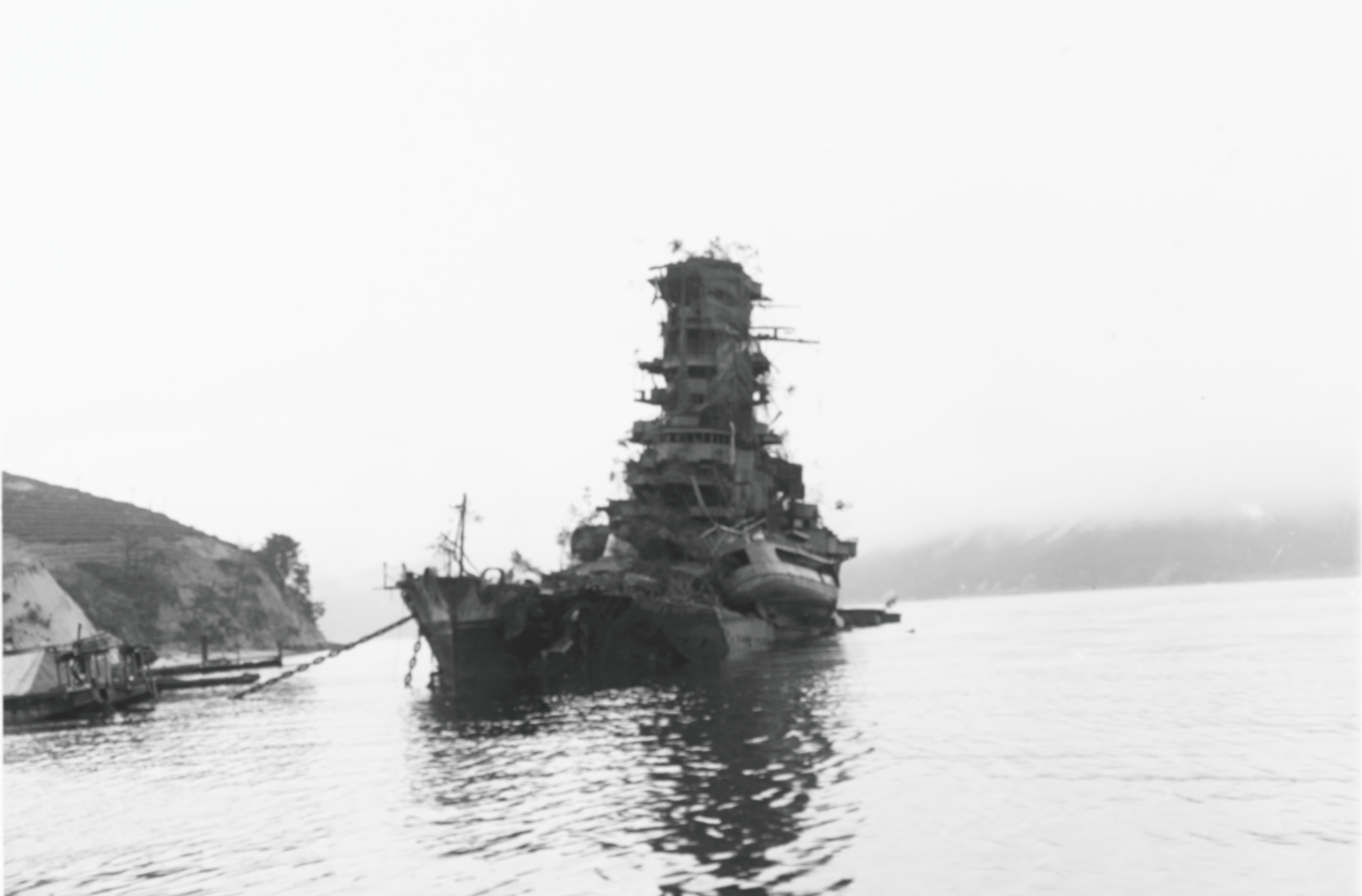
Разрушенный «Харуна» в гавани Куре. Октябрь 1945 г.

Осенью 1942 года линейные крейсера приняли активное участие в борьбе за остров Гуадалканал. Они прикрывали авианосцы в сражениях у Соломоновых островов и у островов Санта-Крус, поддерживали лёгкие силы. Кроме того, в их задачи входили и ночные обстрелы аэродрома Гендерсон, авиация с которого господствовала в воздухе днём.
Первый такой опыт был весьма успешен, но в ночь на 12 ноября 1942 года «Хиэй» и «Кирисима» внезапно столкнулись с крупными силами американцев, включавшими крейсера и эсминцы. В ходе беспорядочной перестрелки, происходившей на предельно близких дистанциях, «Хиэй» потерял способность управляться и ранним утром попал под серию ударов американской авиации. В итоге японцы были вынуждены затопить тяжело повреждённый корабль. Ночью 15 ноября 1942 года в районе Гуадалканала погиб «Кирисима». Он вступил в бой с американским соединением и был обстрелян линкором «Вашингтон» с близкой дистанции. Получив множество попаданий «Кирисима» вышел из строя и после безуспешной борьбы экипажа за живучесть затонул.
Оставшиеся два линейных крейсера приняли участие в двух последних крупных операциях японского флота. В бою у Марианских островов 19 — 20 июня 1944 года, их роль ограничилась ведением зенитного огня. В ходе сражения за Филиппины 25 октября 1944 года, «Конго» и «Харуна», входившие в состав ударного соединения адмирала Куриты, стреляли по американским эскортным авианосцам, но серьёзных успехов не достигли.
«Конго» был потоплен американской ПЛ в ночь на 21 ноября 1944 года. «Харуна» — последний оставшийся линейный крейсер, в море практически не выходил из-за дефицита топлива. 28 июля 1945 года в порту Куре он подвергся массированной бомбардировке американской авиацией и сел на грунт.

## Итоги развития линейных крейсеров
На появление и развитие первых линейных крейсеров заметное влияние оказал целый ряд факторов. Руководствуясь стереотипами, адмиралы не сразу допустили мысль о постройке быстроходных капитальных кораблей размеров больше, чем современные им дредноуты. С учётом сравнительно невысокой агрегатной мощности первых паротурбинных установок приходилось чем-то жертвовать ради более высокой скорости. В итоге появились совершенно несбалансированные британские линейные крейсера первых проектов и немецкие, тоже не лишённые определённых недостатков.
Уже в ходе Первой мировой войны логика развития вместе с прогрессом в области судовой энергетики привели к созданию весьма совершенных кораблей, хотя из их числа в строй вступил только «Худ», недаром часто именовавшийся линкором-крейсером. Далее, в проекте «G-3», британские кораблестроители предвосхитили дальнейшее развитие линейных крейсеров, слившихся, в итоге, с линкорами в единый тип быстроходного артиллерийского корабля. По сути линейные крейсера становились ненужными.
Но в развитие кораблестроения вмешалась политика. Вашингтонский договор не только временно прекратил строительство capital ships, но и установил искусственные качественные ограничения. В результате, линкоры, спроектированные с учётом вашингтонских стандартов, выглядели не вполне гармоничными, и их конструкторы были вынуждены чем-то жертвовать. В этой ситуации постройка кораблей типа «Дюнкерк» и «Шарнхорст» выглядела относительно оправданным шагом, ведь французский и германский флоты того времени находились под прессом финансовых и политических ограничений.
Однако идея линейных крейсеров третьего поколения — своеобразных охотников за тяжёлыми крейсерами, совершенно непригодных для боя с линкорами, представляется явно ущербной. Корабли выходили очень большими и дорогими, но их единственным преимуществом была скорость, на 2-3 узла большая, чем у современных им линкоров. Однако как показал опыт Второй мировой войны, столь небольшое превосходство в скорости не давало существенного выигрыша. Гораздо большую роль в реальных боях играла тактическая внезапность.
В итоге «суперкрейсера» уже явно не являлись линейными, а строить крайне дорогие, но узкоспециализированные корабли было бессмысленно. Точку в их развитии поставили линкоры типа «Айова», способные не отстать от любого «большого» крейсера и легко уничтожить его в бою.